# Porto
Porto ['poɾtu] ist eine Stadt im Norden Portugals mit 232.000 Einwohnern. Die Stadt, deren Name im Deutschen wörtlich Hafen heißt, liegt an der Atlantikküste am Nordufer des dort mündenden Douro. Zusammen mit Vila Nova de Gaia am gegenüberliegenden Ufer des Douro bildet sie den Kern der Metropolregion Porto, in der 1,76 Millionen Menschen leben, und ist das wirtschaftliche und kulturelle Zentrum Nordportugals sowie die zweitgrößte Agglomeration des Landes. Das historische Zentrum gehört heute zum UNESCO-Weltkulturerbe.
Schon seit der Zeit der römischen Besatzung vor allem eine kommerzielle Hafenstadt, entwickelte sich Porto im Zeitalter der europäischen Expansion zu einer der bedeutendsten europäischen Handelsmetropolen. Während sich diese Bedeutung mit dem Niedergang des portugiesischen Kolonialreichs verlor, bleibt Porto bis heute das wirtschaftliche und industrielle Zentrum Portugals.
Porto ist namensgebend und bekannt für den Portwein, der aus seinem Anbaugebiet nach Porto transportiert, im angrenzenden Vila Nova de Gaia gelagert und von Porto in die Welt exportiert wird. 2001 war Porto Kulturhauptstadt Europas.
Im Spanischen und Englischen, seltener auch im Deutschen, ist für Porto die Bezeichnung Oporto üblich. Dabei wird der in der portugiesischen Sprache dem Namen Porto vorangestellte männliche bestimmte Artikel o als Teil des Städtenamens begriffen.

## Geographie

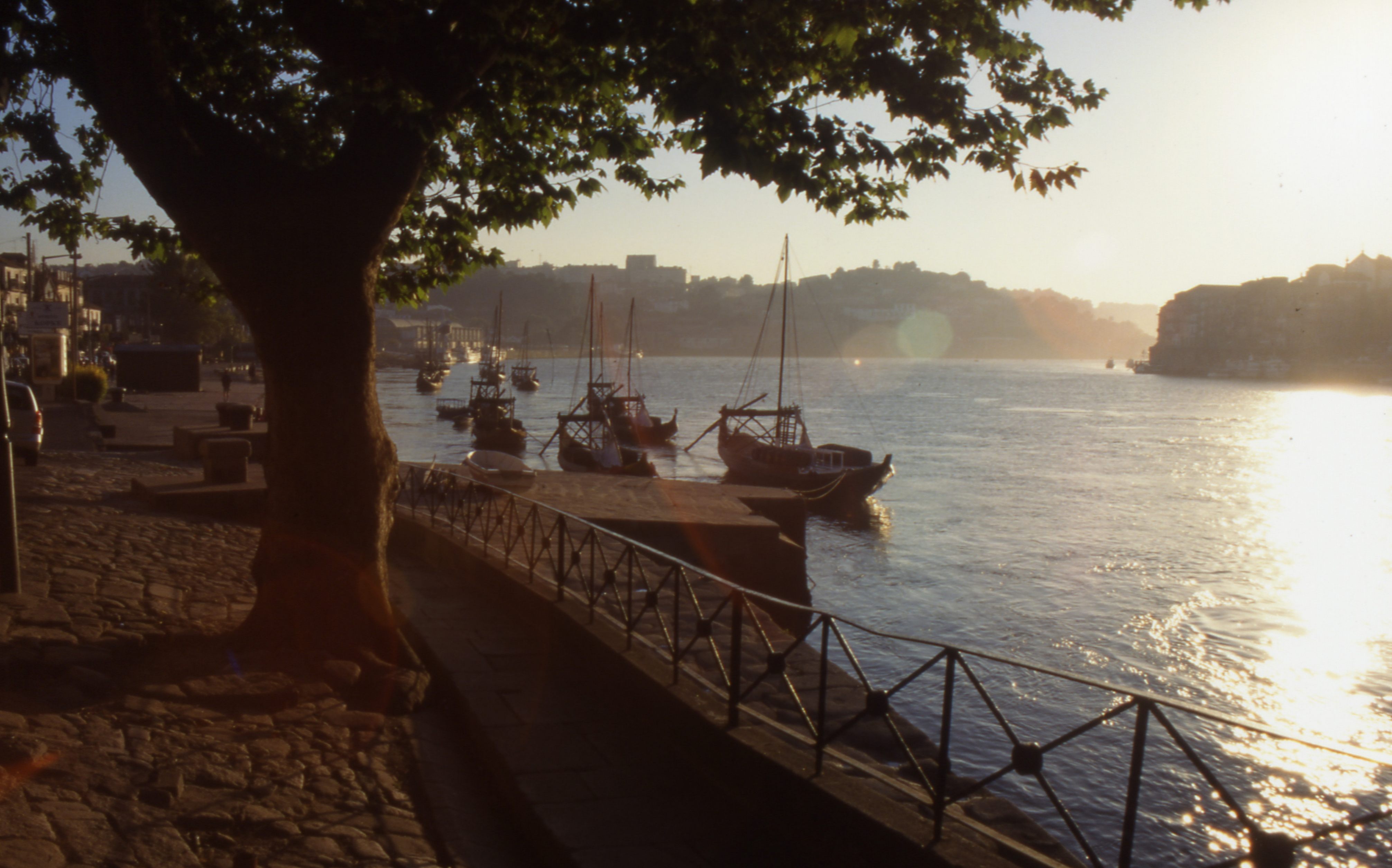
Der Douro im Abendlicht

Die Stadt Porto liegt in der nordportugiesischen Region Douro Litoral strategisch günstig am Nordufer des Douro kurz vor dessen Mündung in den Atlantischen Ozean. Direkt auf der gegenüberliegenden Flussseite liegt die Stadt Vila Nova de Gaia, mit der Porto mittels mehrerer das Tal überspannende Brücken verbunden ist.

## Klima
Die Klimaklassifikation nach Lauer und Frankenberg (1987) ordnet das Klima Portugals dem maritimen und semihumiden Klima der subtropischen Klimazone zu. Aufgrund seiner Lage direkt am Atlantik wird es vom Temperaturverhalten des Meeres geprägt: Nicht zu heiße Sommer und verhältnismäßig milde Winter. Die Temperaturen fallen nur selten unter 0 °C. Noch seltener sind Schneefälle zu verzeichnen.
Die Monate mit den höchsten Niederschlagswerten sind Oktober bis April. Entscheidend ist die Lage am kühlen Kanarenstrom, der in südlicher Richtung an der Küste Portugals entlangstreicht. Er bewirkt in der warmen Jahreszeit häufig Küstennebel. Im Winter liegt Porto oft im Einflussbereich atlantischer Tiefausläufer, die im Küstenbereich viel Regen bringen. Die Summe des jährlichen Niederschlags beträgt durchschnittlich 1267 mm.
|                       | Jan  | Feb  | Mär  | Apr  | Mai  | Jun  | Jul  | Aug  | Sep  | Okt  | Nov  | Dez  |   |      |
| Mittl. Tagesmax. (°C) | 13,5 | 14,3 | 16,2 | 17,5 | 19,6 | 22,7 | 24,7 | 25,0 | 24,0 | 20,9 | 16,7 | 13,9 | ⌀ | 19,1 |
| Mittl. Tagesmin. (°C) | 5,1  | 5,9  | 6,8  | 8,3  | 10,6 | 13,5 | 15,0 | 14,6 | 13,9 | 11,4 | 7,9  | 5,9  | ⌀ | 9,9  |
|                       |      |      |      |      |      |      |      |      |      |      |      |      |   |      |
| Niederschlag (mm)     | 171  | 169  | 112  | 112  | 89   | 53   | 16   | 22   | 64   | 131  | 152  | 176  | Σ | 1267 |
|                       |      |      |      |      |      |      |      |      |      |      |      |      |   |      |
| Sonnenstunden (h/d)   | 4,0  | 4,6  | 6,2  | 7,2  | 8,3  | 9,1  | 9,9  | 9,5  | 7,5  | 5,9  | 4,6  | 4,0  | ⌀ | 6,7  |
|                       |      |      |      |      |      |      |      |      |      |      |      |      |   |      |
| Regentage (d)         | 14   | 13   | 11   | 10   | 9    | 6    | 2    | 3    | 6    | 10   | 12   | 12   | Σ | 108  |
|                       |      |      |      |      |      |      |      |      |      |      |      |      |   |      |
| Wassertemperatur (°C) | 14   | 13   | 13   | 14   | 15   | 16   | 17   | 18   | 18   | 17   | 15   | 14   | ⌀ | 15,3 |
|                       |      |      |      |      |      |      |      |      |      |      |      |      |   |      |
| Luftfeuchtigkeit (%)  | 81   | 80   | 75   | 74   | 74   | 74   | 73   | 73   | 76   | 80   | 81   | 81   | ⌀ | 76,8 |

| 5,1 |

| 5,9 |

| 6,8 |

| 8,3 |

| 10,6 |

| 13,5 |

| 15,0 |

| 14,6 |

| 13,9 |

| 11,4 |

| 7,9 |

| 5,9 |

| 5,1 |

| 5,9 |

| 6,8 |

| 8,3 |

| 10,6 |

| 13,5 |

| 15,0 |

| 14,6 |

| 13,9 |

| 11,4 |

| 7,9 |

| 5,9 |

## Geschichte

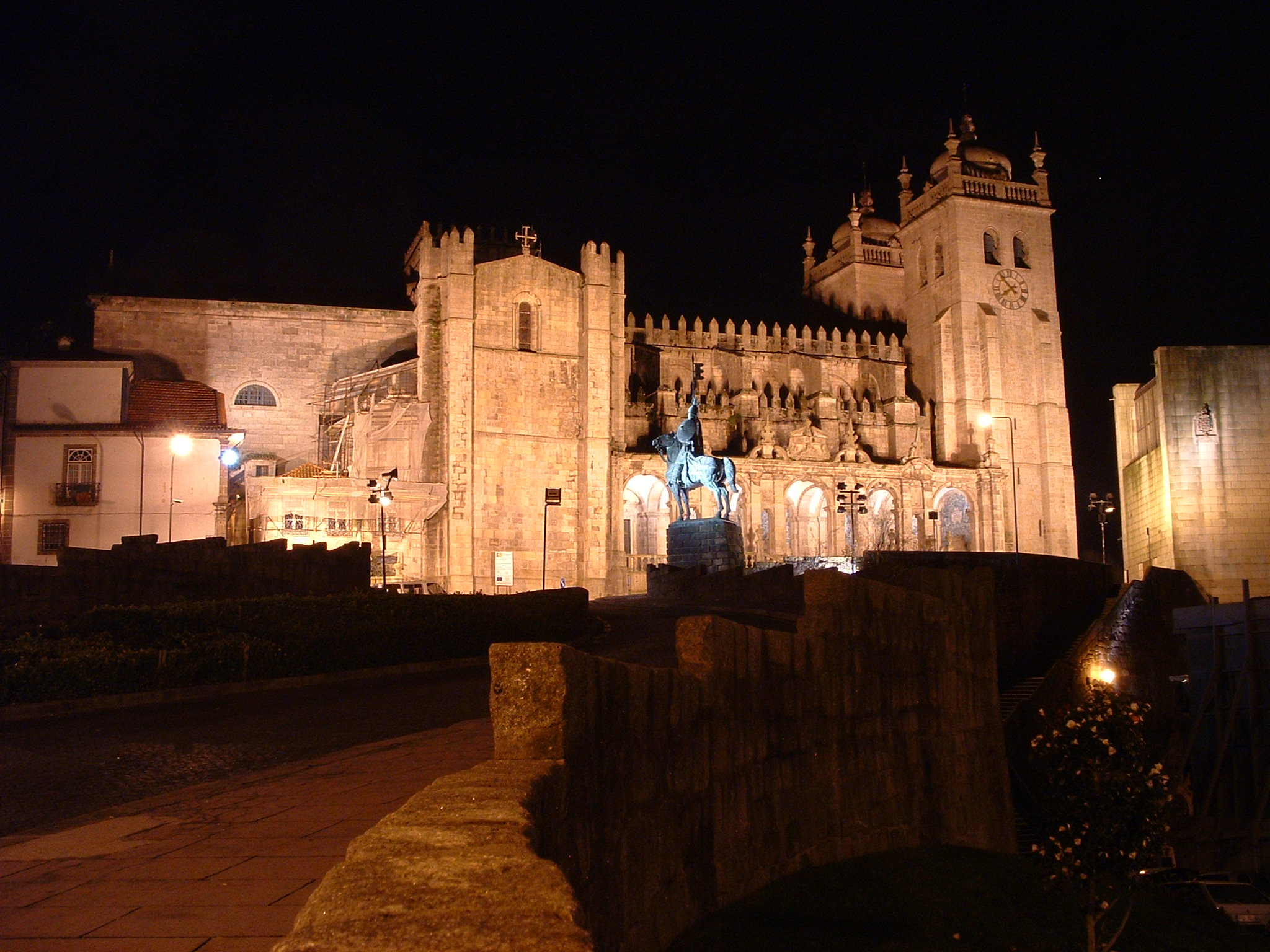
Die Sé do Porto, Portos Kathedrale aus der Zeit der Reconquista.

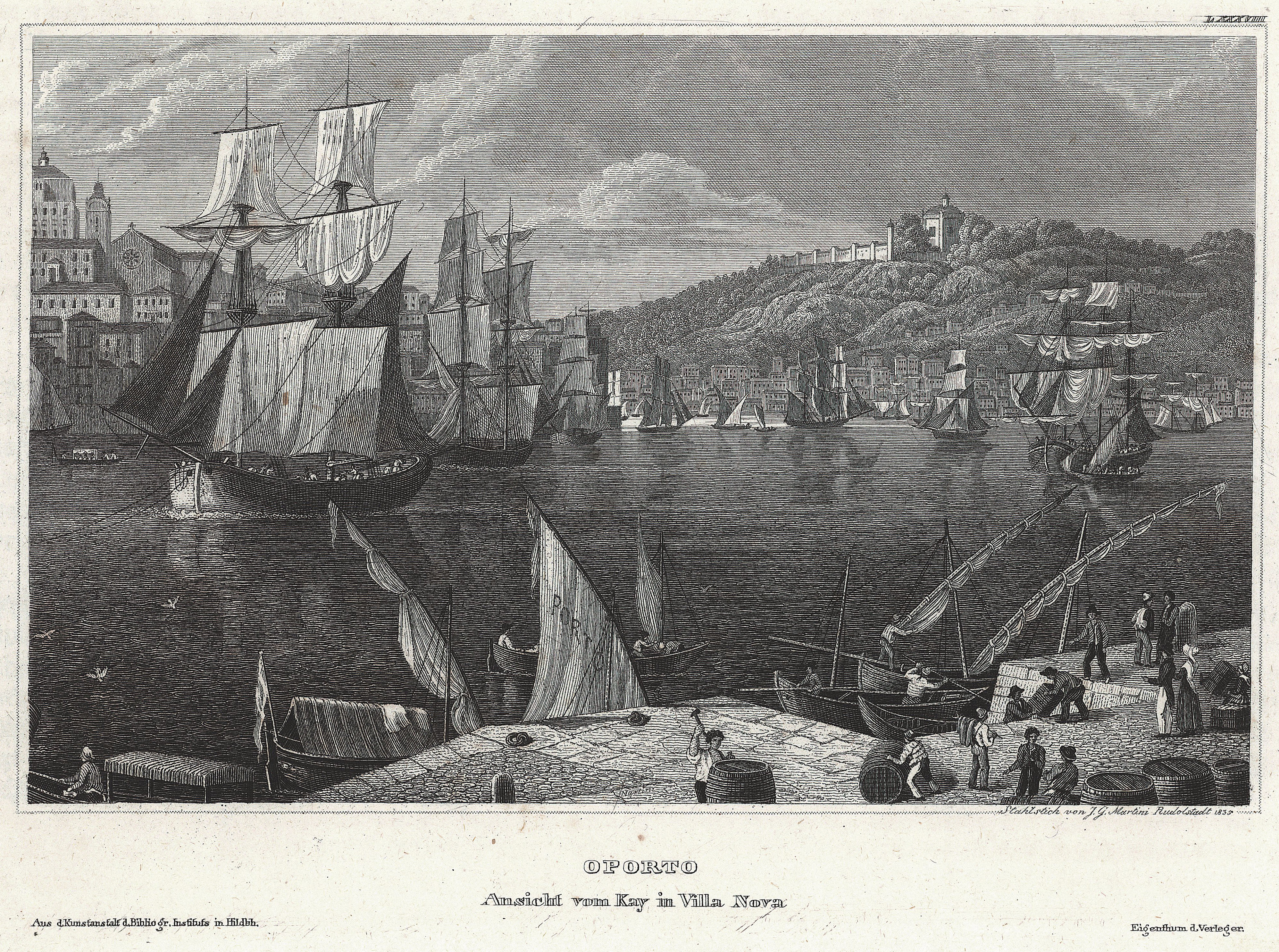
Blick auf Porto um 1835

### Altertum und Mittelalter
Menschen haben an dieser Stelle seit der Castrokultur gesiedelt. Die Griechen errichteten hier einen kleinen Handelsplatz und nannten ihn Kalos (griech. schön). Den Namen übernahmen die Römer als Portus Cale für eine Keltensiedlung kurz vor der Mündung des Douro in den Atlantik. 540 machten die Westgoten die Stadt zur Festung und zum Bischofssitz. Die Stadt wurde 716 bis 868 und 997 bis 1050 von den Mauren beherrscht. Im Zuge der sogenannten Reconquista fiel das Gebiet 1092 endgültig unter christliche Herrschaft, zunächst an das Königreich León. Dessen Grafschaft Portucale wurde 1096/97 dem Kreuzfahrer Heinrich von Burgund als erbliches Lehen gewährt – der Beginn der Geschichte Portugals. Porto wurde zu einem der Ausgangspunkte der von Afonso I. Henriques, dem ersten portugiesischen König, vorangetriebenen Reconquista. 1370, während der Herrschaft von König Ferdinand I., wurde die neue, erweiterte und verstärkte Stadtbefestigung, die Muralhas Fernandinas (Ferdinandinische Mauern), fertiggestellt.

### Neuzeit
1703 schlossen England und Portugal den Methuenvertrag, der u. a. England den zollfreien Export von Wolltuch nach Portugal einräumte. Im Gegenzug wurde für portugiesische Weine bei der Einfuhr in England ein um ein Drittel niedrigerer Zoll festgesetzt als für französische. Dies beflügelte den Anbau des schon vom römischen Historiker Marcus Terentius Varro gerühmten Weins aus dem Hinterland von Porto und dessen Ausfuhr über den Hafen Porto. Im 18. Jahrhundert konnte in England mehr und mehr Portwein abgesetzt werden; ab 1717 errichteten zahlreiche englische Handelshäuser Niederlassungen in Porto. In der zweiten Hälfte des 18. Jahrhunderts waren zeitweilig bis zu 15 % der 60.000 Einwohner Portos Engländer. Heute erinnern noch die Boote der Portweinkellereien auf dem Douro an diese Zeit, die Boote haben jedoch nur noch touristische Funktionen.
Während der napoleonischen Kriege wurde Porto nach dem Sieg der Franzosen in der Schlacht bei Braga am 20. März 1809 und in der Ersten Schlacht bei Oporto acht Tage später am 29. März 1809 von französischen Truppen unter Nicolas Jean-de-Dieu Soult besetzt. Als die Bürger über die Ponte das Barcas, eine 1806 errichtete Schiffbrücke vor den mit aufgepflanzten Bajonetten nachdrängenden Soldaten aus der Stadt flohen, stürzte diese ein. Bis zu 4.000 Menschen fanden in den Fluten des Douro den Tod. Die Katastrophe ist auf den Alminhas da Ponte an der Ribeira dargestellt. In der Zweiten Schlacht bei Oporto am 12. Mai 1809 besiegten britische Truppen unter dem Herzog von Wellington die Franzosen und befreiten Porto.
Beim Straßenbahnunfall von Porto am 10. Dezember 1911 starben 15 Menschen.
Heute ist Porto mit seiner Textil-, Lederwaren-, Metall-, Genussmittel- und chemischen Industrie, der Erdölraffinerie, dem Überseehafen Porto de Leixões und dem internationalen Flughafen Porto die wichtigste Industrie- und Handelsstadt des Landes und ein bedeutendes Verkehrszentrum. Die Universität, die Kunstakademie, Museen, Theater und die Oper heben Portos Stellung als ein bedeutendes kulturelles und wissenschaftliches Zentrum Portugals heraus. Das historische Zentrum von Porto am Nordufer des Douro ist seit 1996 auf der UNESCO-Liste des Weltkulturerbes eingetragen. Bekanntheit erlangte die Stadt durch ihren Exportartikel, den Portwein.

## Kultur und Sehenswürdigkeiten

### Altstadt
Wegen ihrer zahlreichen barocken Kirchen wird Porto auch als „Barockstadt“ bezeichnet. Nicolau Nasoni, Architekt italienischer Herkunft, sind die wichtigen Barockbauten der Stadt zu verdanken. Das Bild der historischen Altstadt wird weniger von besonderen Einzelbauwerken geprägt als vielmehr von dem Gesamtgefüge einer erhaltenen Innenstadt. Charakteristisch sind die zahlreichen Bauten aus Granit. Das älteste bestehende Hotel ist das Grande Hotel do Porto, das 1880 eröffnet wurde. Das älteste Beton-Hochhaus der Stadt ist das Hotel Dom Henrique.
Enge, gewundene Gassen mit dichter Häuserbebauung bilden ausgehend vom Ufer des Douro an einem Hang die terrassenartige Struktur der Altstadt Ribeira, die seit 1996 als Weltkulturerbe der UNESCO eingetragen ist. Durch den regen Handel in den Geschäften wirkt die hügelige Altstadt am Tage sehr belebt.
Foz Velha, Portos historisches Viertel direkt am Wasser, mit den charakteristischen engen, gewundenen Gassen wurde 2002 vom portugiesischen Institut für das Architekturerbe unter Denkmalschutz gestellt.
Dennoch ist dieses Gebiet problembehaftet, da ein Großteil der denkmalgeschützten Häuser leer steht oder lediglich im Erdgeschoss mit Geschäften bezogen ist. Die Mieten und Instandhaltungskosten für die teilweise verfallenen Gebäude sind hoch. Da deswegen zahlreiche Einwohner Wohnungen am Stadtrand bevorzugen, ist das Altstadtviertel – in Ufernähe zum Douro ausgenommen – am Abend kaum belebt.

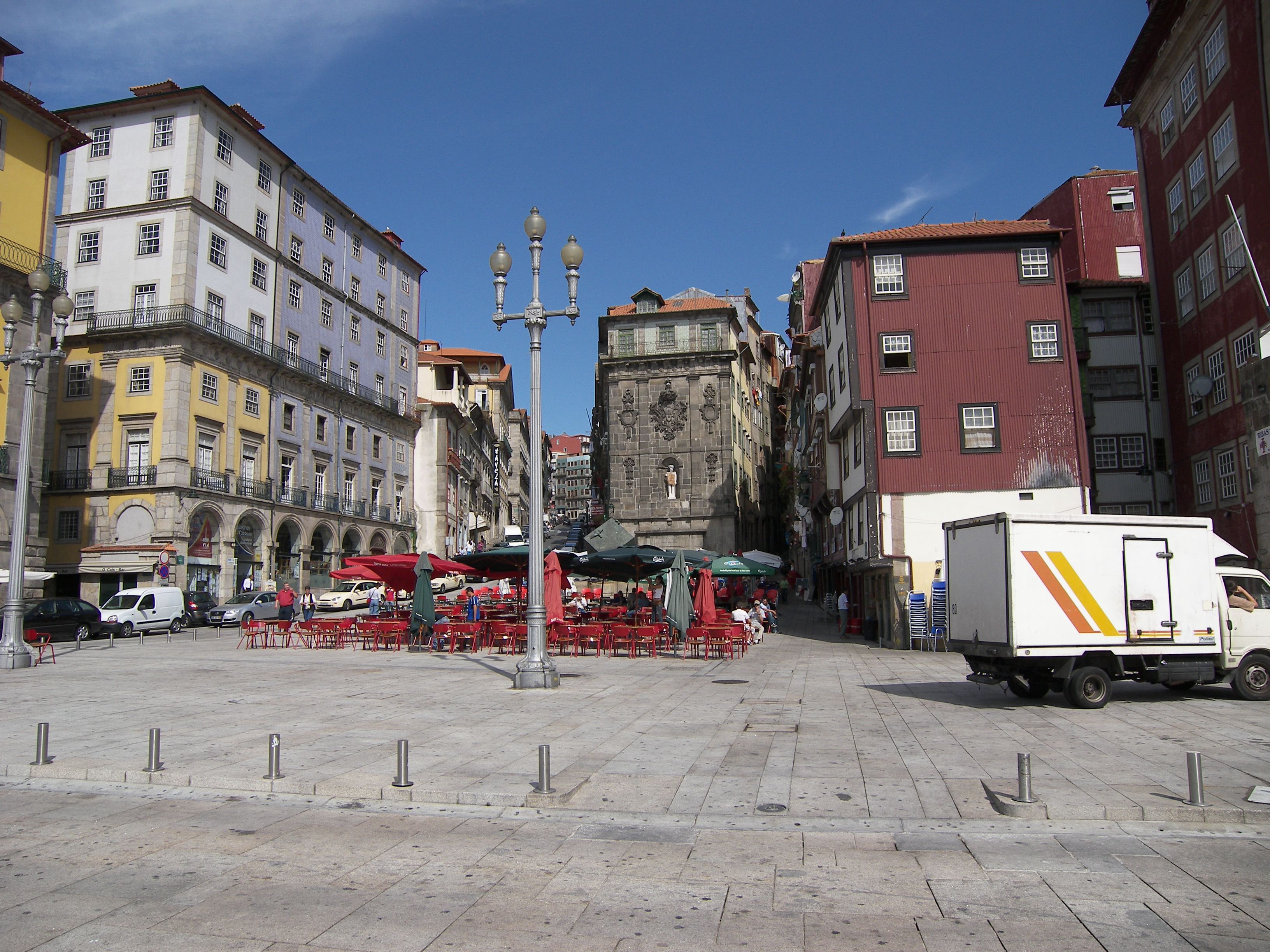
Praça da Ribeira am Rio Douro
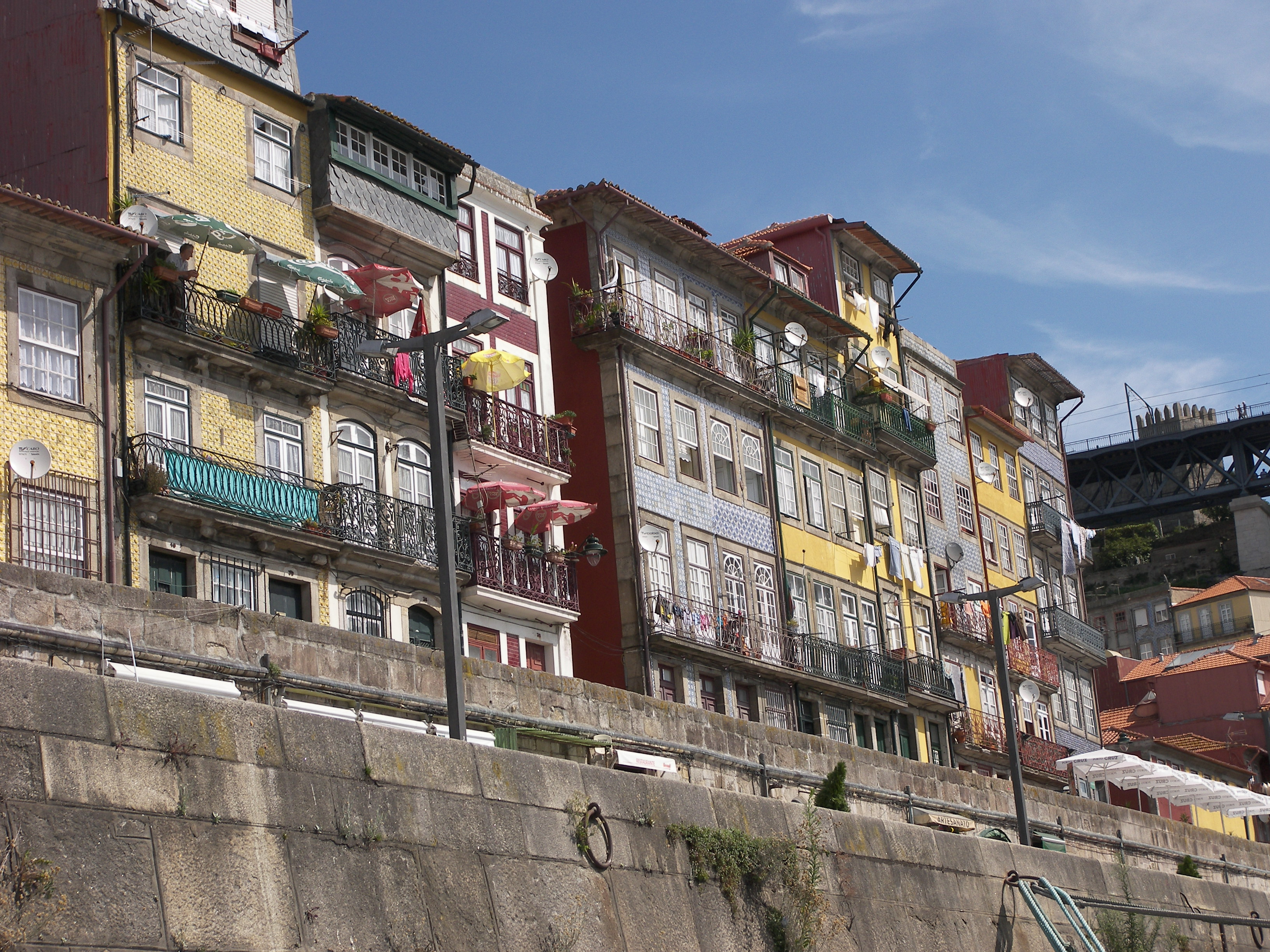
Wohnungen am Douro
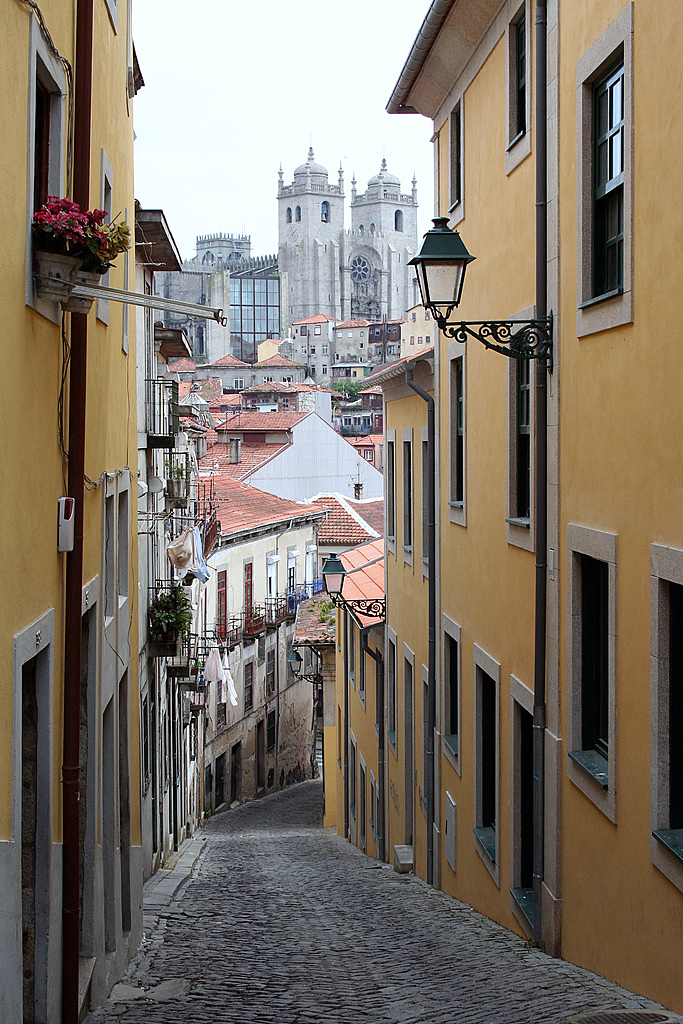
Typische Gasse in der Altstadt mit Sicht auf die Sé do Porto
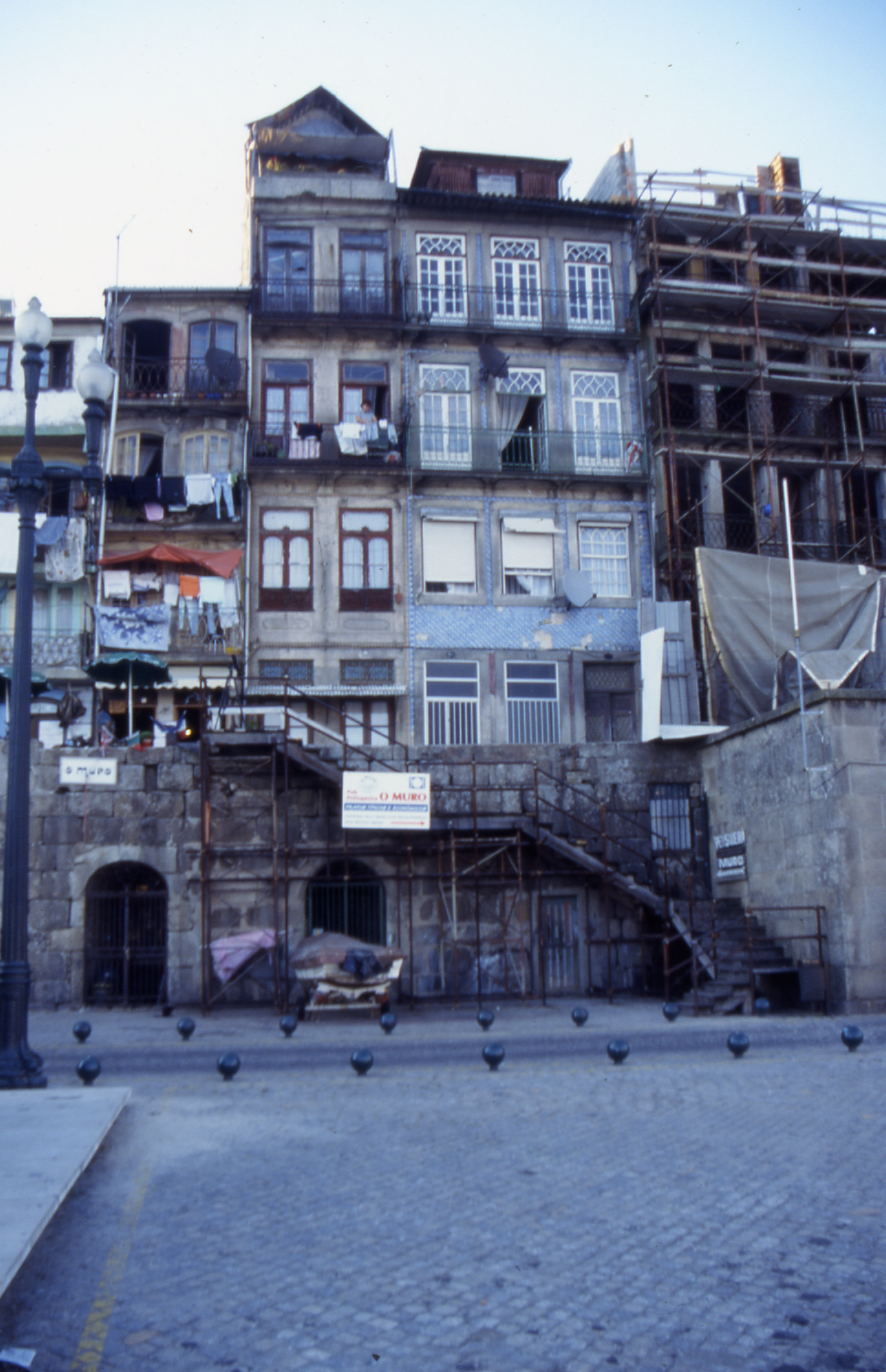
Häuser am Douro in Porto (1999)
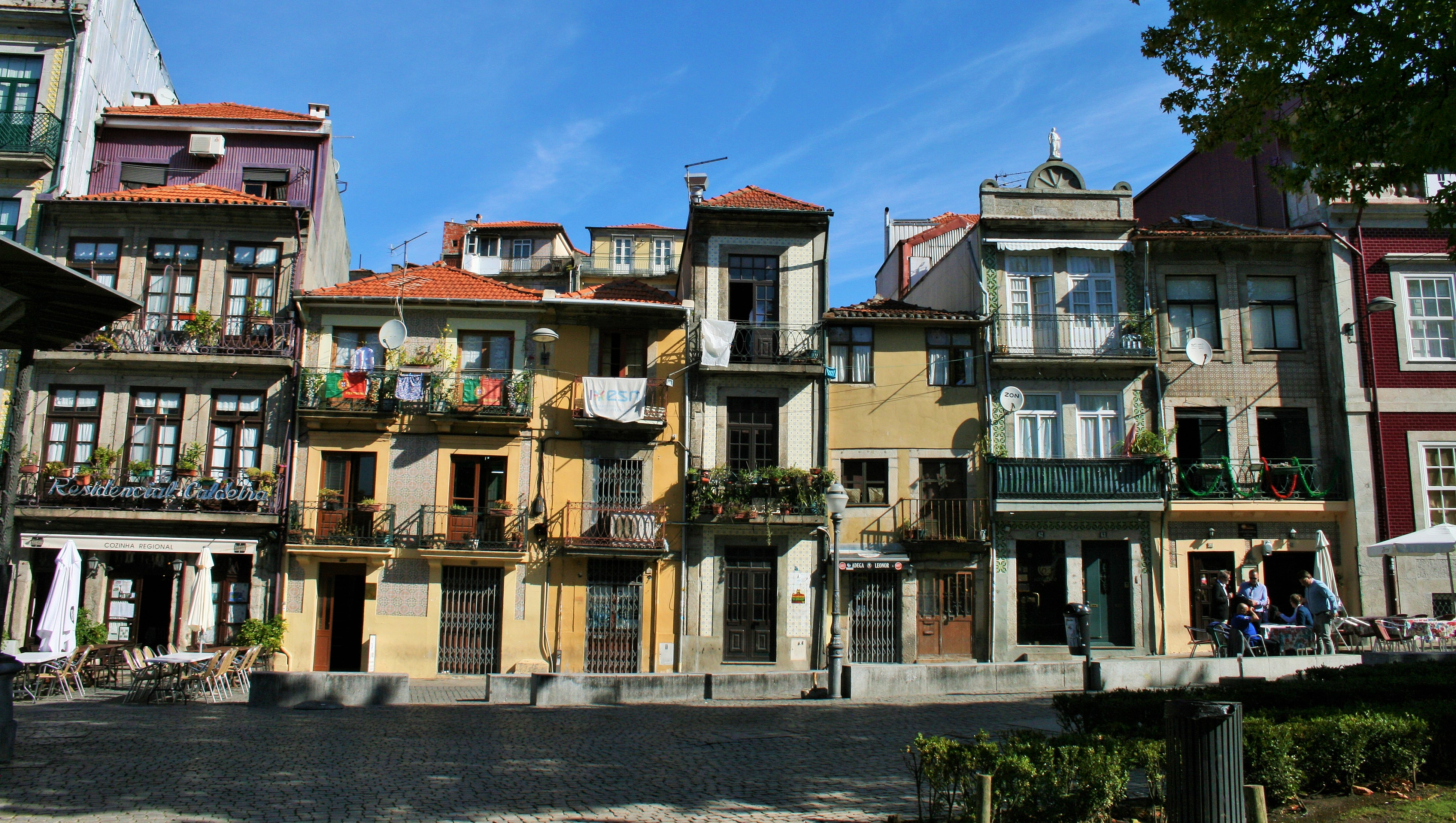
Häuserreihe in Porto

### Kathedrale und Kirchen

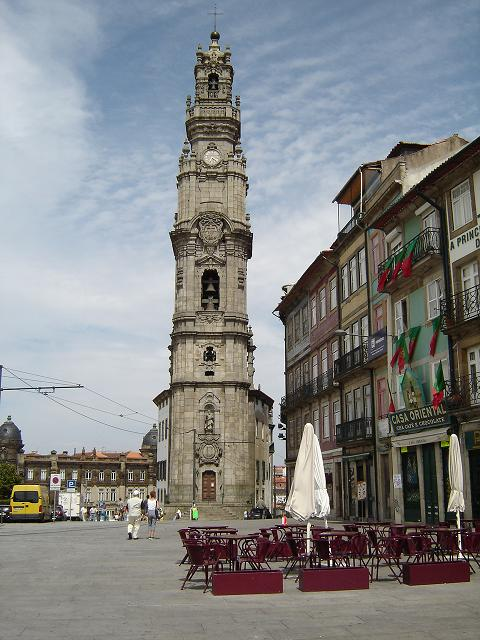
Torre dos Clérigos

Über der Ribeira auf dem Hügel Pena Ventos thronend, auf dem Terreiro da Sé, befindet sich die zweitürmige Kathedrale von Porto (Sé do Porto). Im 12. Jahrhundert als romanische Wehrkirche erbaut und daraufhin im gotischen Stil verändert, erfuhr sie im 17. und 18. Jahrhundert einen vollständigen Umbau. Trotz dieser Umbauten blieb ihr ursprünglicher wehrhafter Charakter erhalten. Reich ausgestattete Altäre, unter anderem der vergoldete Hauptaltar von Niccolò Nasoni im Chor sowie der silberne Altar im linken Querschiff, befinden sich in dem sonst eher durch Schlichtheit gekennzeichneten Innenraum. Charakteristisch für den gotischen Kreuzgang am rechten Seitenschiff sind die im 18. Jahrhundert angebrachten Azulejos. In unmittelbarer Nähe der Kathedrale befindet sich der Bischofspalast.
Das Stadtbild wird zudem von zahlreichen Kirchen bestimmt, die die Prägekraft des noch heute tiefverwurzelten Katholizismus erkennen lassen:
- Torre dos Clérigos: Der markante Glockenturm wurde zwischen 1754 und 1763 vom italienischen Architekten Niccolò Nasoni erbaut. Mit fast 76 Metern Höhe diente der Turm einst den Seefahrern als Orientierungshilfe, heute ist er das Wahrzeichen der Stadt. Die dazugehörige, zwischen 1732 und 1750 erbaute, ovale „Igreja de São Pedro dos Clérigos“ strahlt mit ihrer zweistöckigen Fassade für einen Barockbau beinahe schlichte Eleganz aus.
- Igreja Santa Clara: Fast vollständig mit brasilianischem Edelholz und Blattgold ausgestattete Barockkirche mit schlichter gotischer Fassade; in einem unscheinbaren Innenhof am Largo 1° Dezembro gelegen.
- Igreja do Carmo: Zwischen 1756 und 1768 erbaute Barockkirche; die Azulejos an der Seitenfassade stellen die Gründung des Karmeliterordens dar; gegenüber dem Rektorat der Universität gelegen.
- Igreja da Trindade: Erbaut im 19. Jahrhundert im neoklassischen Stil; unmittelbar hinter dem Rathaus gelegen.
- São Francisco (Porto): Wegen der überschwänglichen Golddekoration aus dem 17./18. Jahrhundert im Inneren auch als „Goldene Kirche“ bezeichnet; ursprünglich Teil des Franziskanerklosters, neben der Börse gelegen.
- Igreja de Santo Ildefonso: Mit Azulejos geschmückte Außenfassade; im 18. Jahrhundert erbaut; nahe dem Theater São João gelegen.
- Die Capela Carlos Alberto als Gedächtniskapelle für den sardischen König Karl Albert.

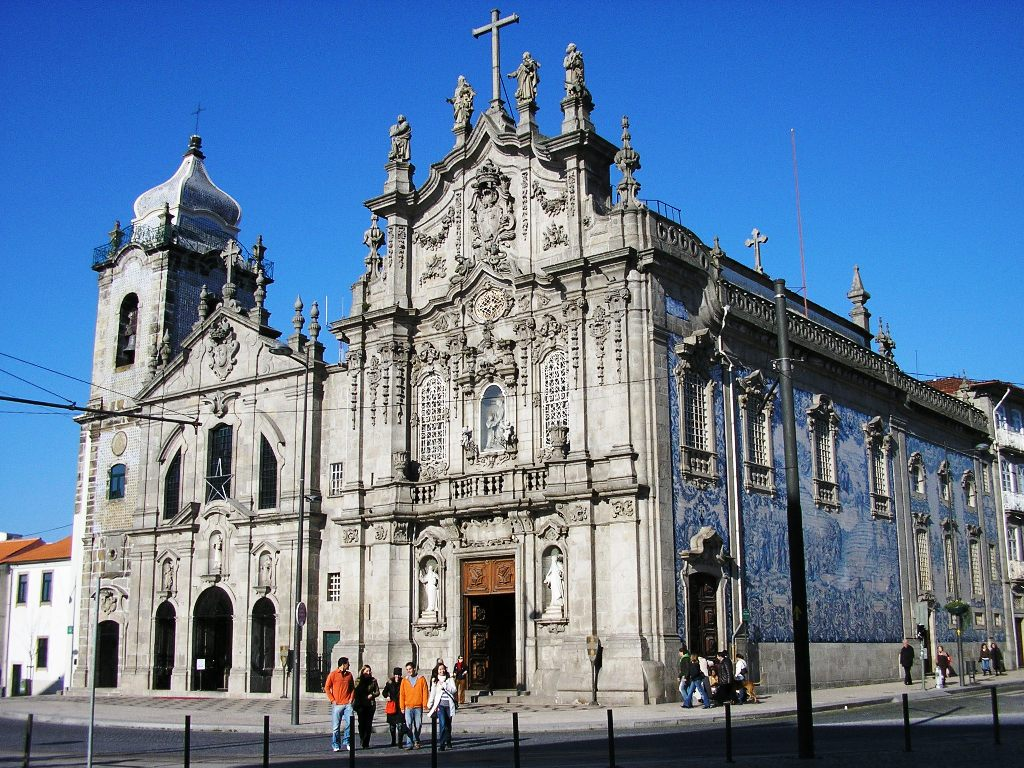
Igreja do Carmo
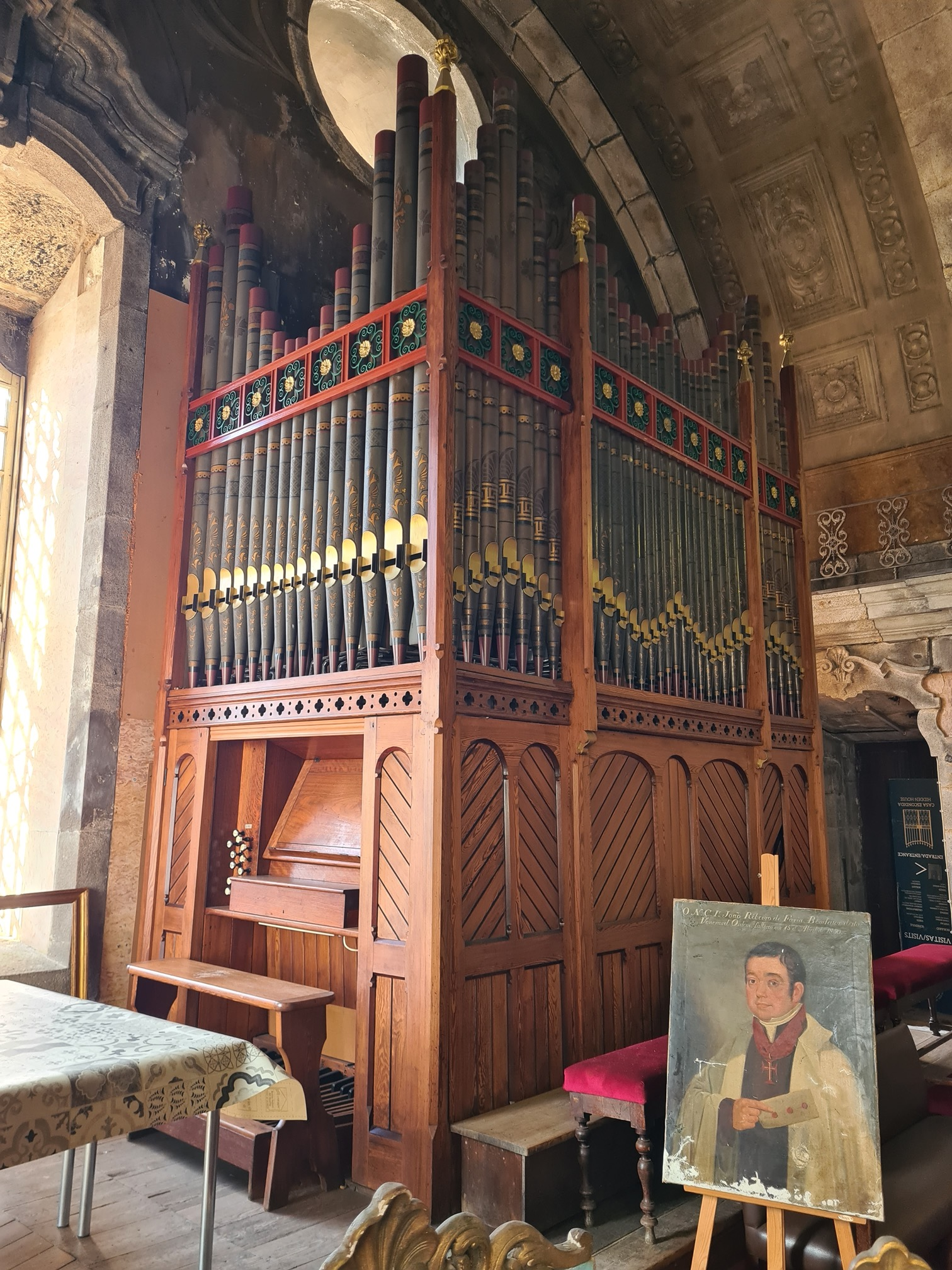
Orgel der Igreja do Carmo
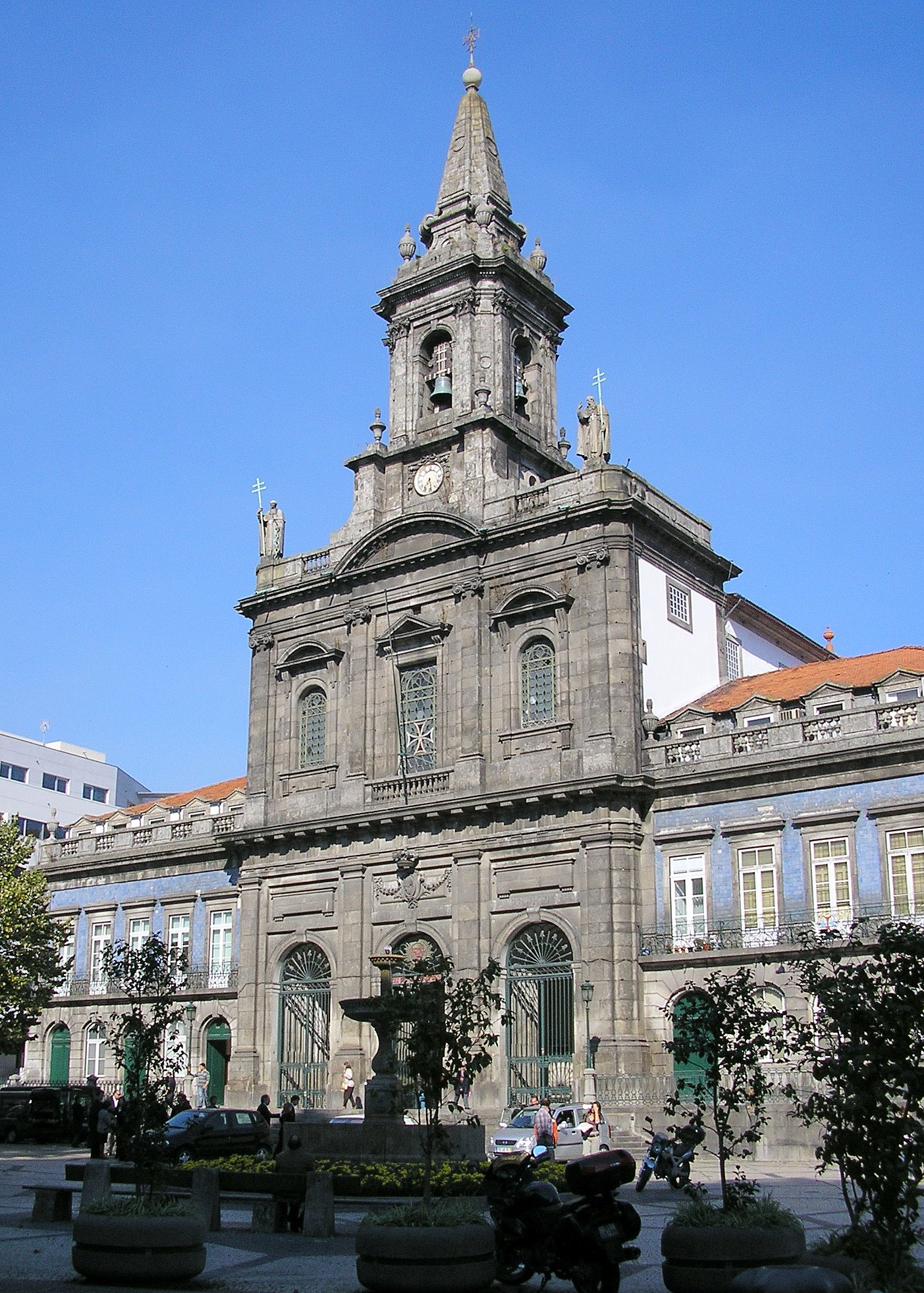
Igreja da Trindade
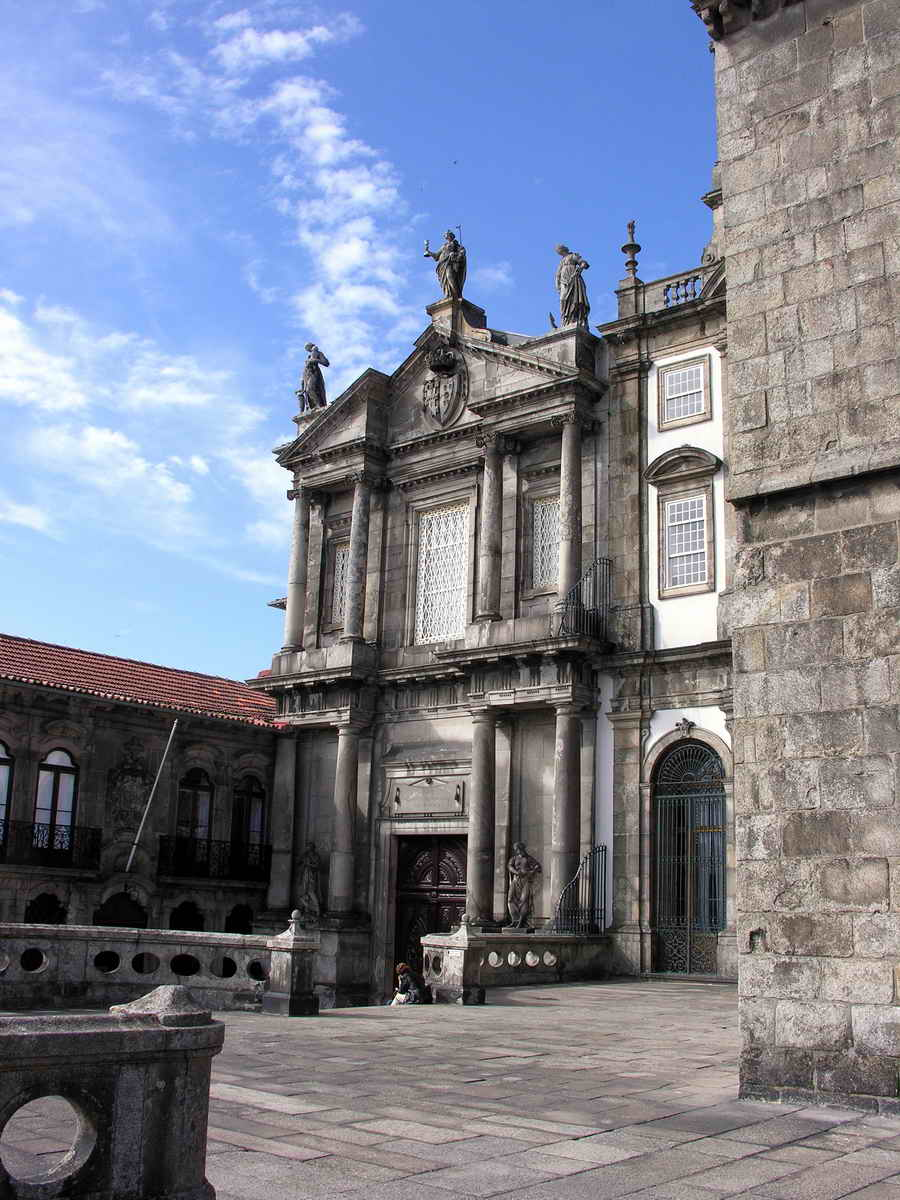
Igreja São Francisco
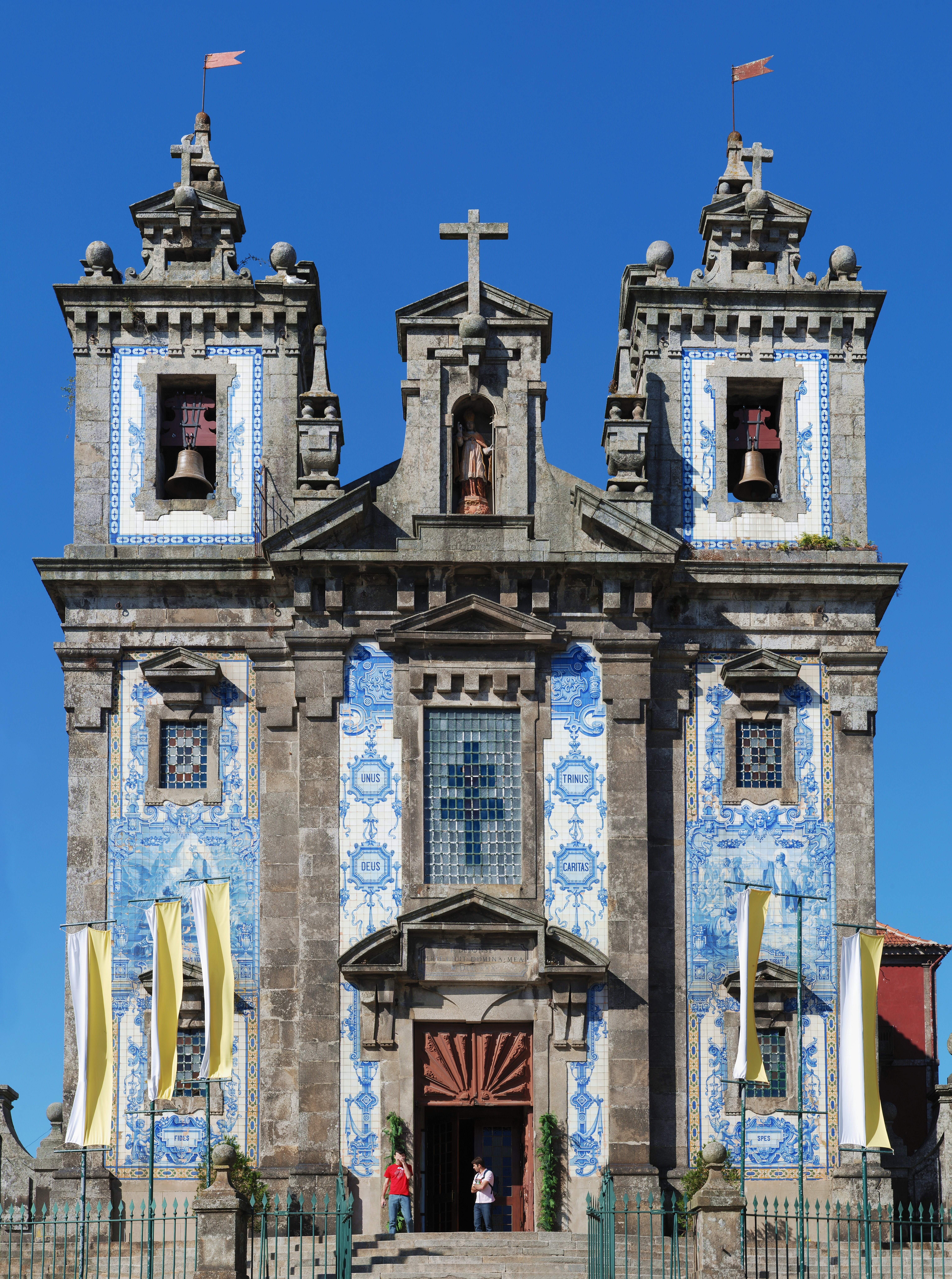
Igreja de Santo Ildefonso
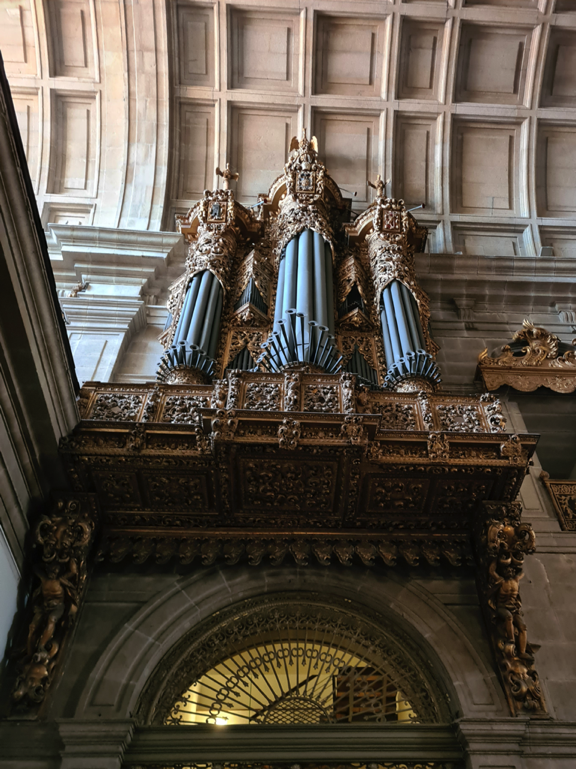
Igreja de Sao Bento da Vitoria, Attrappe
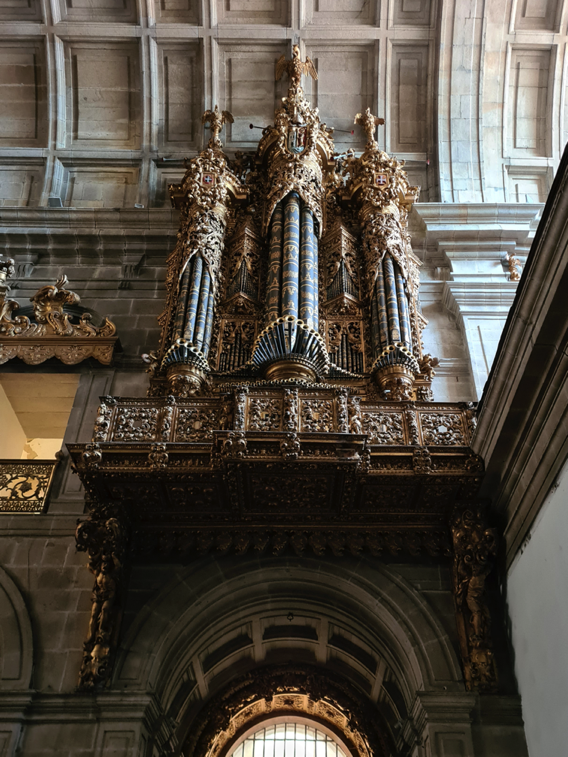
Igreja de Sao Bento da Vitoria, klingende Orgel an der gegenüberliegenden Seitenwand

### Sehenswürdigkeiten

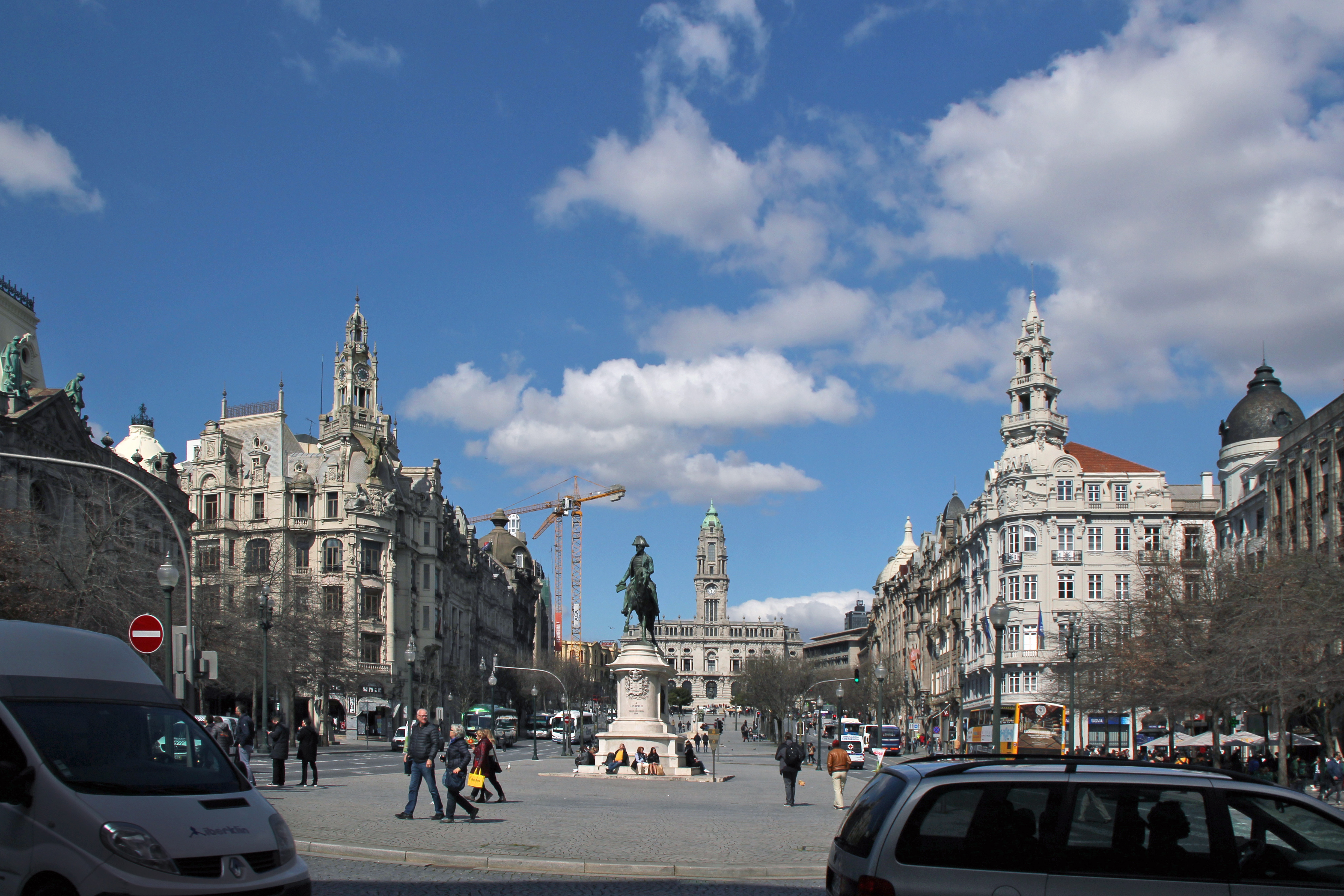
Avenida dos Aliados, aufgenommen vom unteren Ende, Nähe Bahnhof Estação de São Bento

- Avenida dos Aliados, aufgenommen vom unteren Ende, Nähe Bahnhof Estação de São BentoAvenida dos Aliados: Die Prachtstraße der Stadt, etwa in der Mitte befindet sich die Marmorskulptur des Bildhauers Henrique Moreira (1890–1979), „A Juventude“, eine Allegorie auf die Jugend aus dem Jahr 1929.[8] Die Skulptur stellt ein nacktes Mädchen in sitzender Position dar. Mit den Armen stützt sie sich auf einem Sockel mit vier Gargoyle-Fratzen ab, die Wasser in ein kleines Becken speien. Von der Avenida dos Aliados gehen die Haupteinkaufsstraßen ab. Parallel dazu, 300 Meter östlich, verläuft die Prachtstraße Rua de Santa Catarina; zwischen der Avenida dos Aliados erstreckt sich das traditionelle Einkaufszentrum Mercado do Bolhão; nah der Avenida dos Aliados befinden sich auch die Igreja dos Clérigos mit dem Torre dos Clérigos und weitere Monumente.
- Paços de Concelho: Das Rathaus wurde 1916 vom englischen Architekten Barry Parker im neoklassischen Stil entworfen; vor dem Gebäude befindet sich das Almeida-Garrett-Denkmal und die Praça do General Humberto Delgado.
- Praça da Liberdade: Platz am unteren Ende der Avenida dos Aliados mit Reiterstatue des portugiesischen Königs Pedro IV.
- Palácio da Bolsa: Der Börsenpalast aus dem Jahre 1844 repräsentiert die wirtschaftliche Bedeutung der Stadt. Der Bau wurde von den Mitgliedern des portuensischen Wirtschaftsclubs „Associação Comercial do Porto“ finanziert. Ein Glanzpunkt ist der neomaurische Festsaal Salão Árabe.
- Praça da Galiza: Am Kreuzungspunkt der Rua de Júlio Dinis und der Rua do Campo Alegre.
- Praça da Cidade de Salvador: Platz an der Grenze zwischen den beiden portugiesischen Städten Porto und Matosinhos. Im Zentrum befindet sich die 50 Meter hohe Skulptur She Changes
- Casa do Infante: Vermutlich das Geburtshaus des Infanten Heinrichs des Seefahrers, beherbergt heute das Stadtarchiv; nur wenige Meter weiter befindet sich vor der Börse seine Statue.
- Buchhandlung Livraria Lello & Irmão: Mit ihrer neogotischen Außenfassade und einer hölzernen Innenausstattung im Jugendstil aus dem Jahre 1906 gilt sie als eine der schönsten Buchhandlungen Europas. Der Schriftsteller Enrique Vila-Matas beschreibt sie als die schönste.
- Café Majestic: ein Jugendstil-Kaffeehaus in der Rua Santa Catarina mit Original-Innenausstattung aus den 1920er Jahren
- das Weingut Casa da Prelada
- Sinagoga Kadoorie der Israelitischen Gemeinde Porto: größte Synagoge der Iberischen Halbinsel, errichtet in den 1930er Jahren
- Parque de Serralves: Parkanlage im Stadtteil Lordelo do Ouro, die 1932 vom französischen Landschaftsarchitekten Jacques Gréber entworfen wurde
- Stadtmauer aus der Römerzeit
- Almeida-Garrett-Denkmal
- Palácio da Justiça (1961)
- Quiosque do Serviço de Transportes Colectivos do Porto
- Feitoria Inglesa, ehemalige britische Handelspost

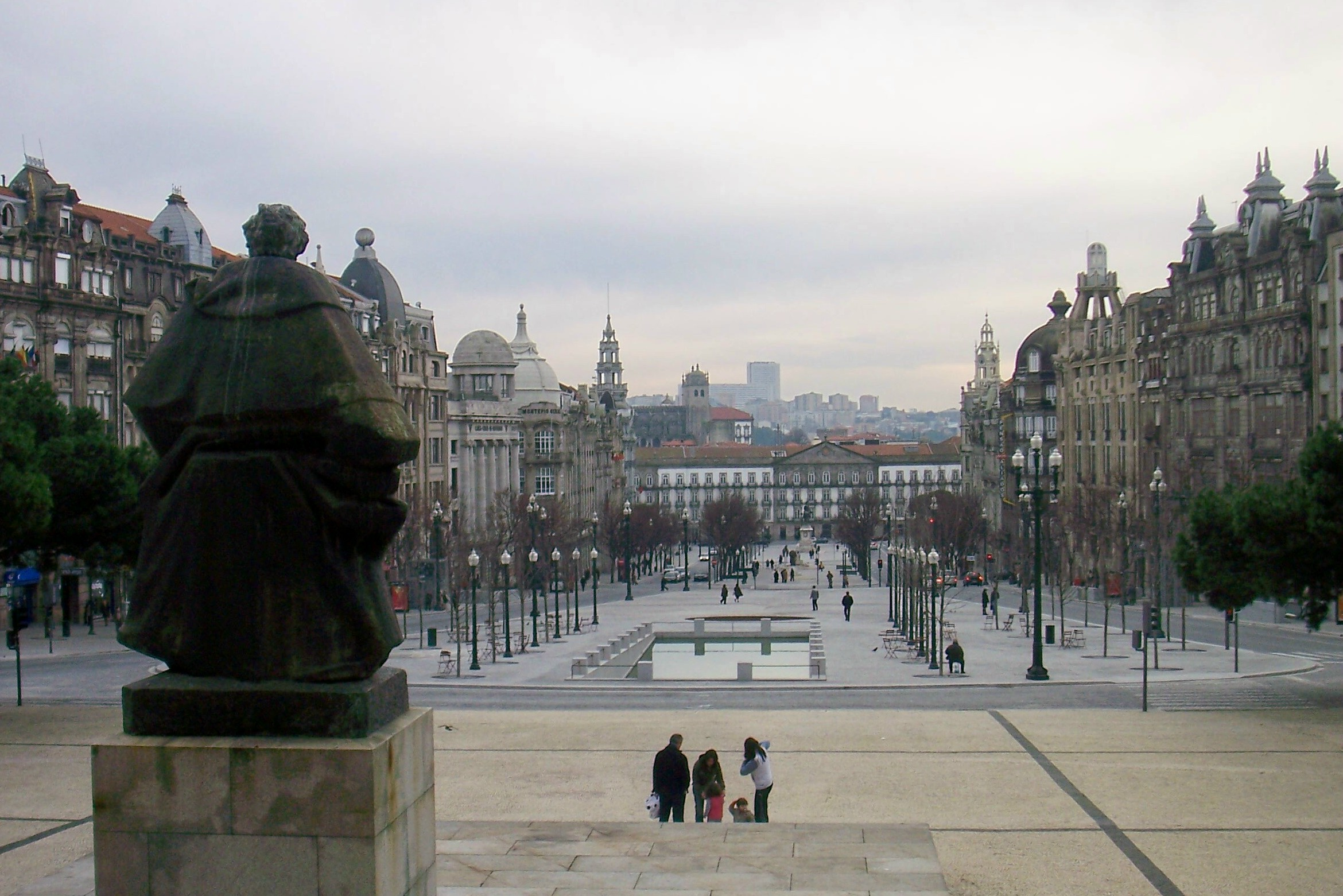
Blick vom Rathaus auf die Praça do General Humberto Delgado an der Avenida dos Aliados
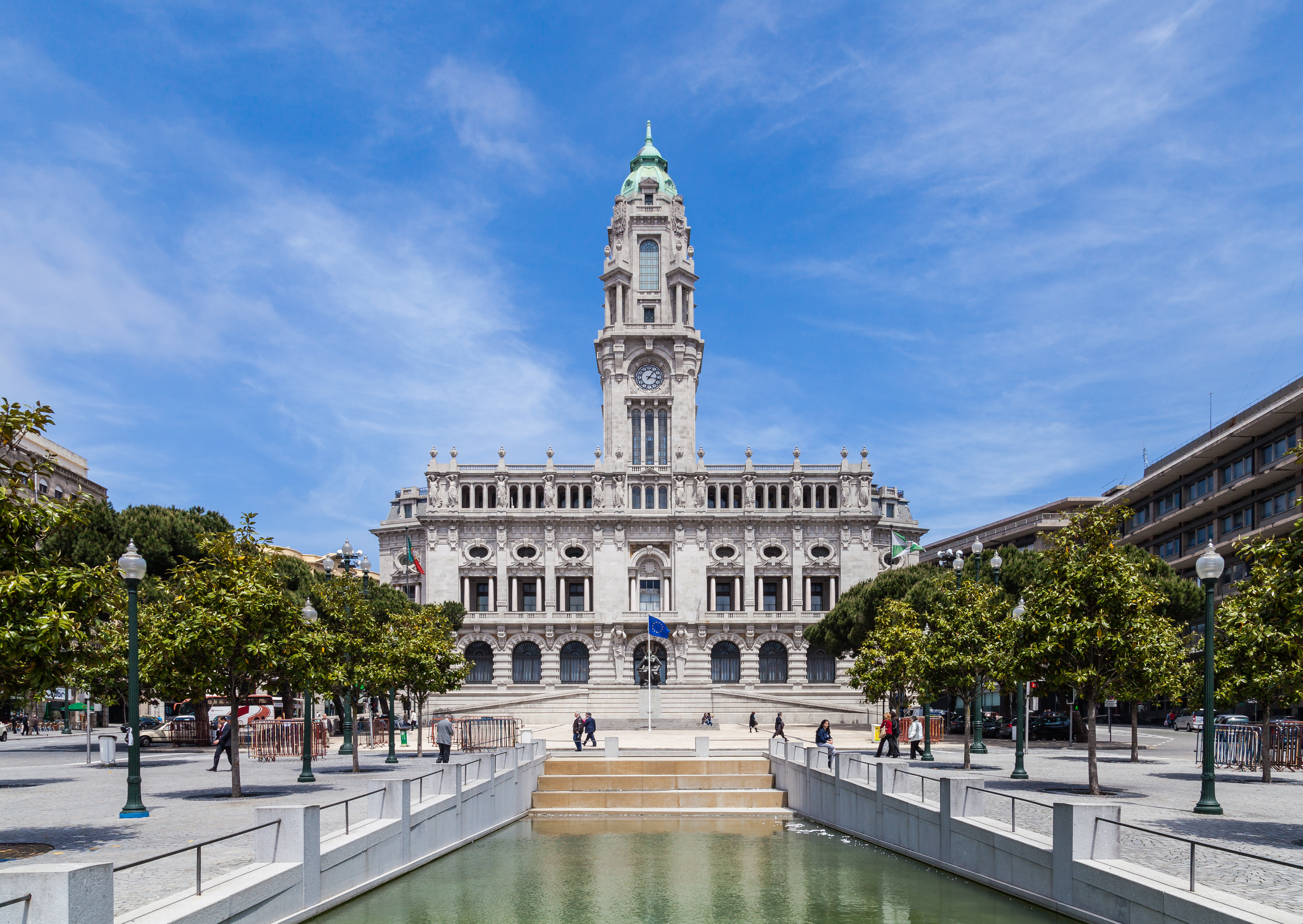
Paços de Concelho do Porto (Rathaus von Porto)
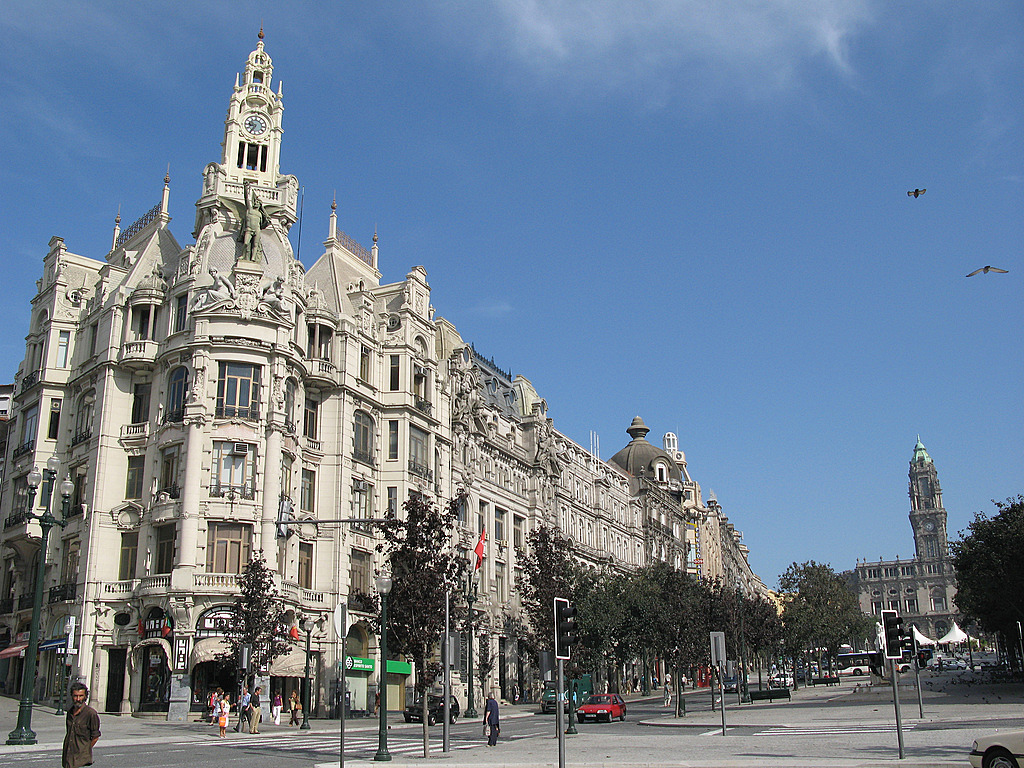
Avenida dos Aliados, südlicher Blick
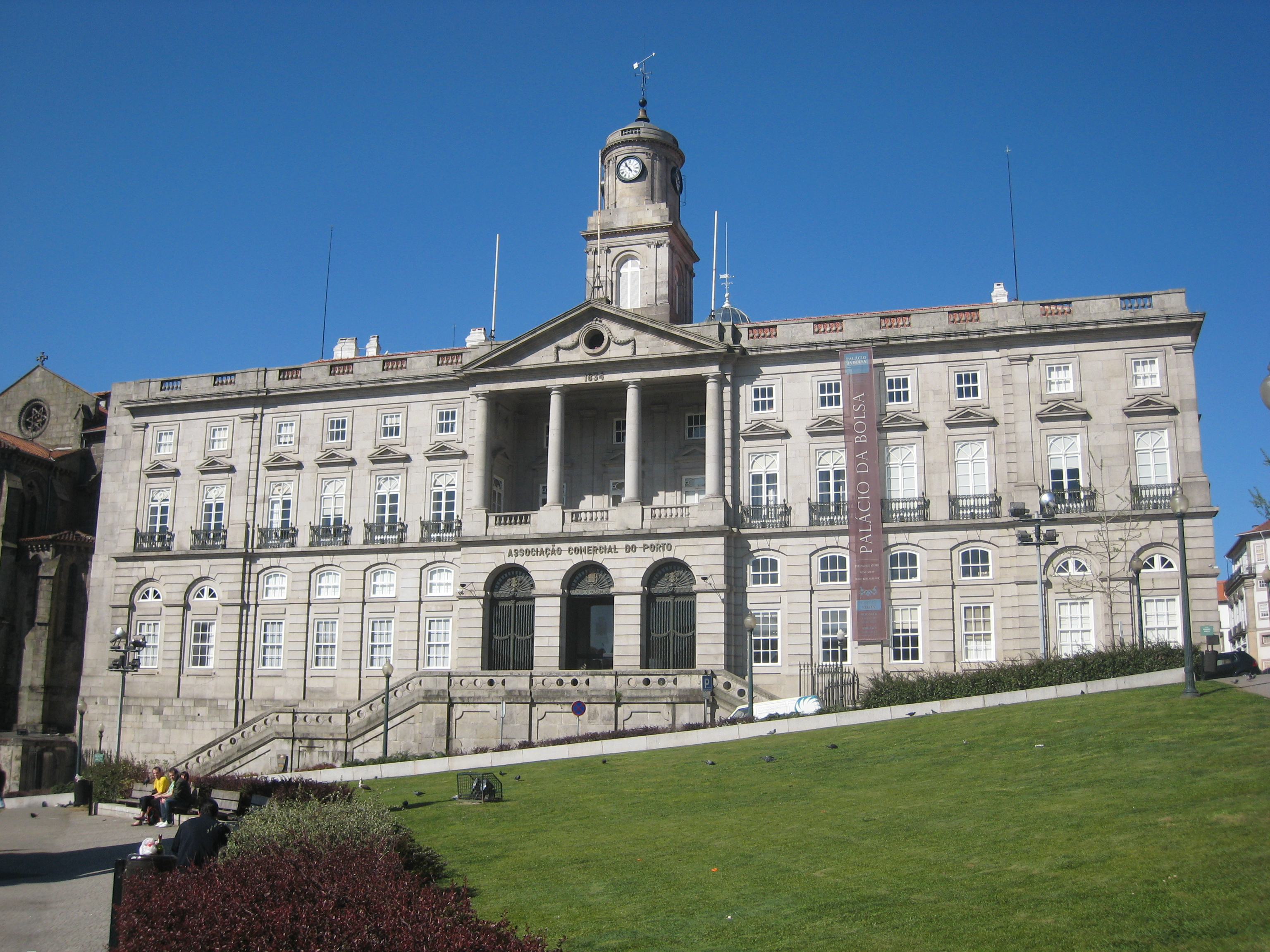
Palácio da Bolsa (Börse)
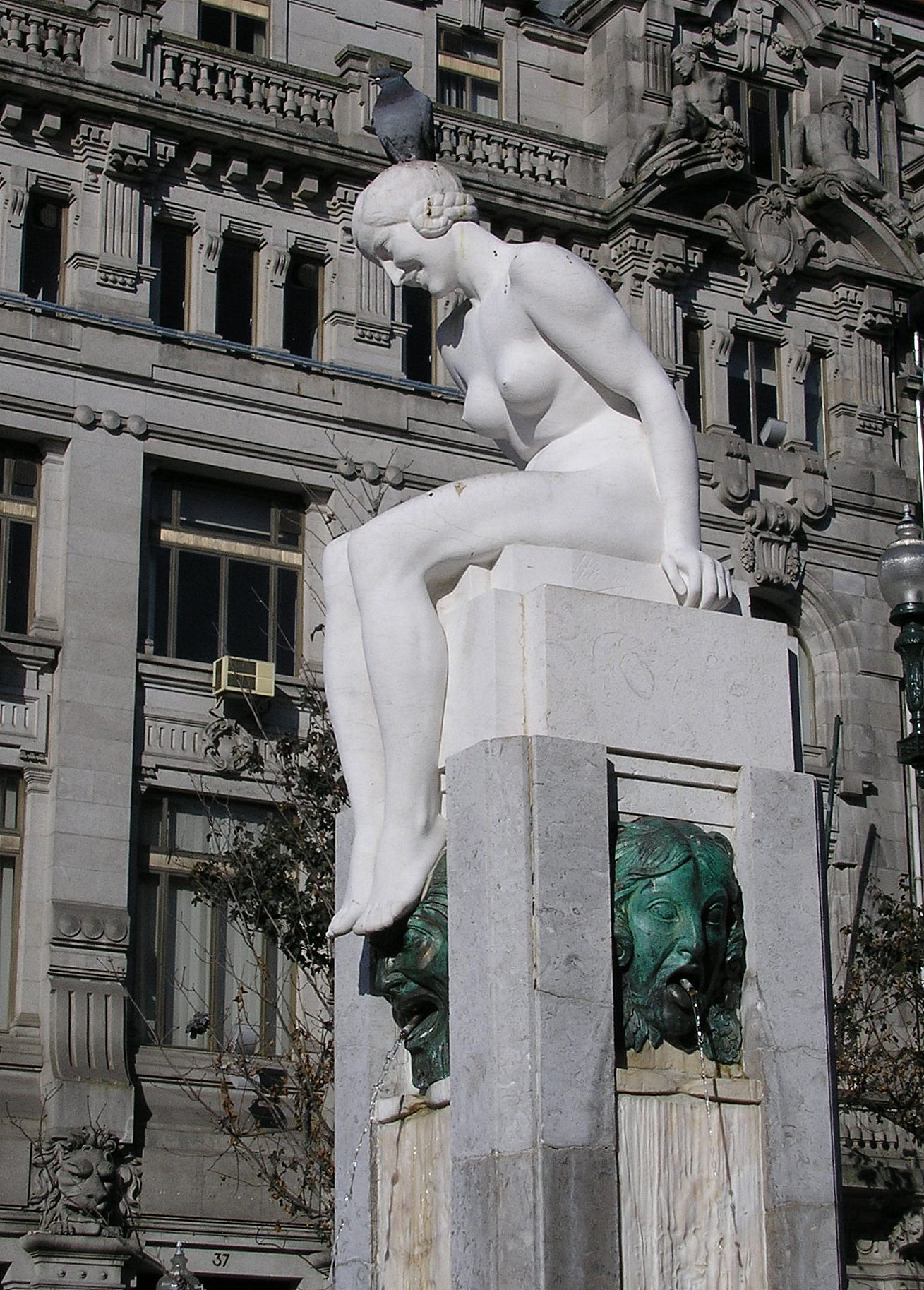
A Juventude – Allegorie auf die Jugend
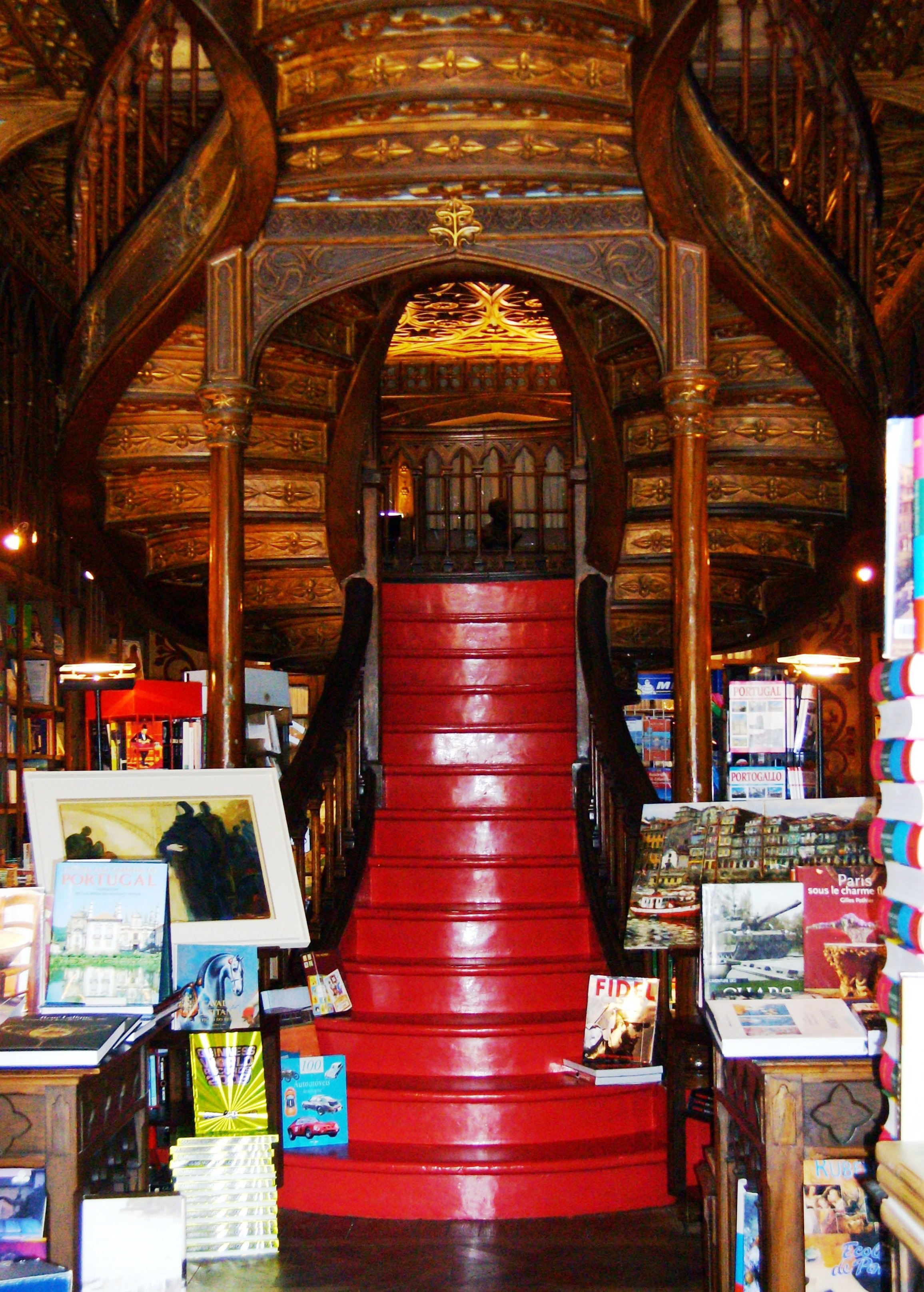
Buchhandlung Lello & Irmão – Treppe im Inneren
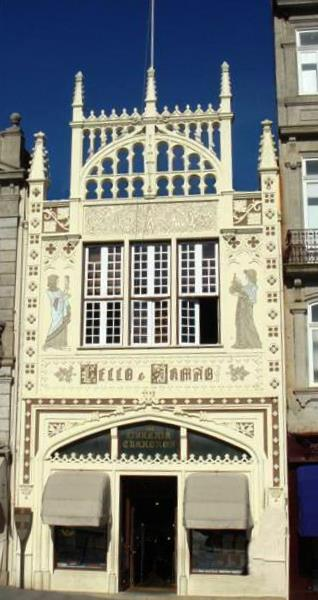
Buchhandlung Lello & Irmão – Fassade
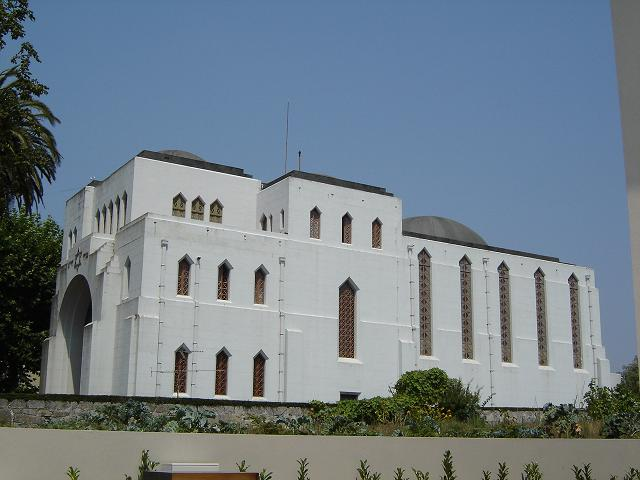
Sinagoga Kadoorie der Israelitischen Gemeinde Porto

### Museen, Konzerthäuser, Theater

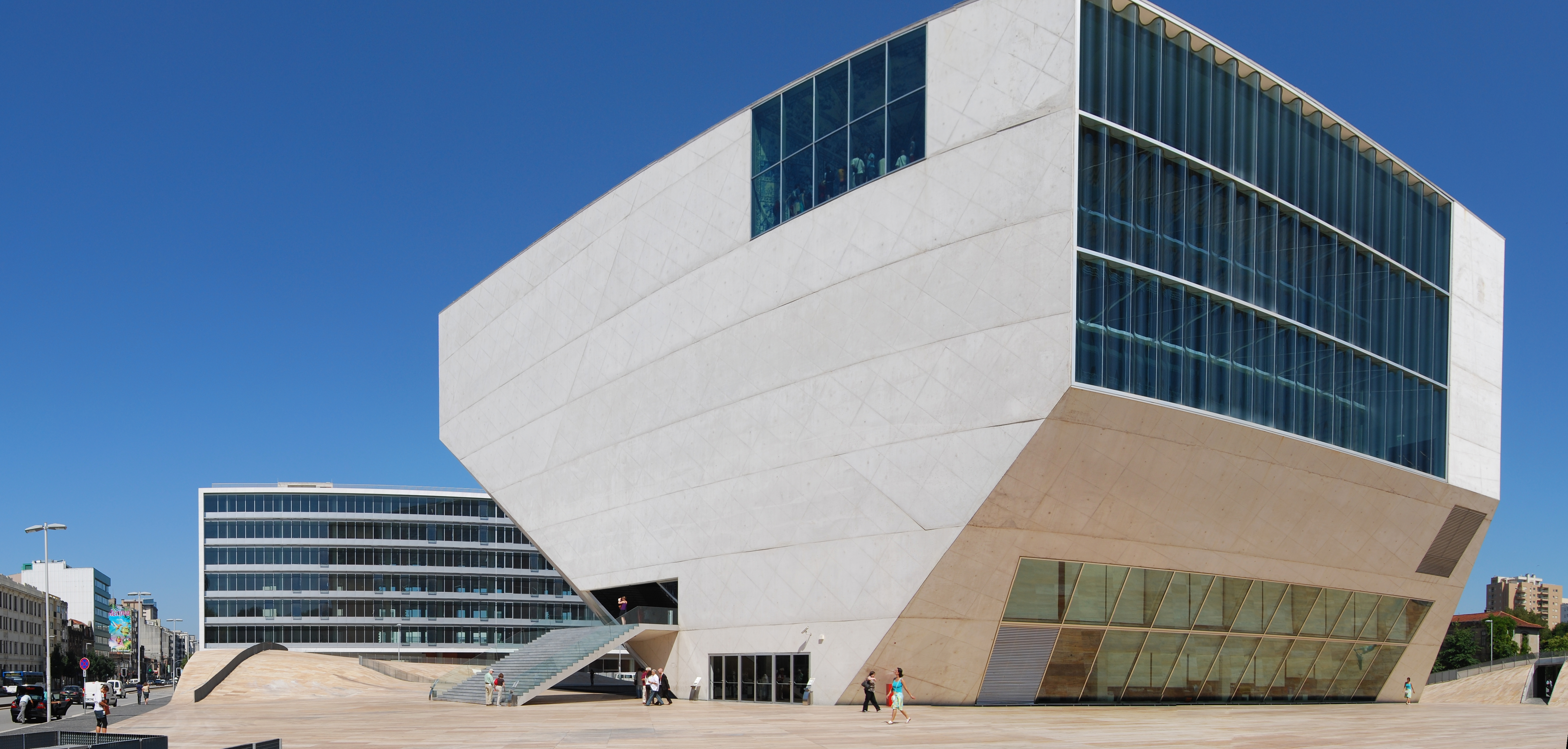
Konzerthalle Casa da Música

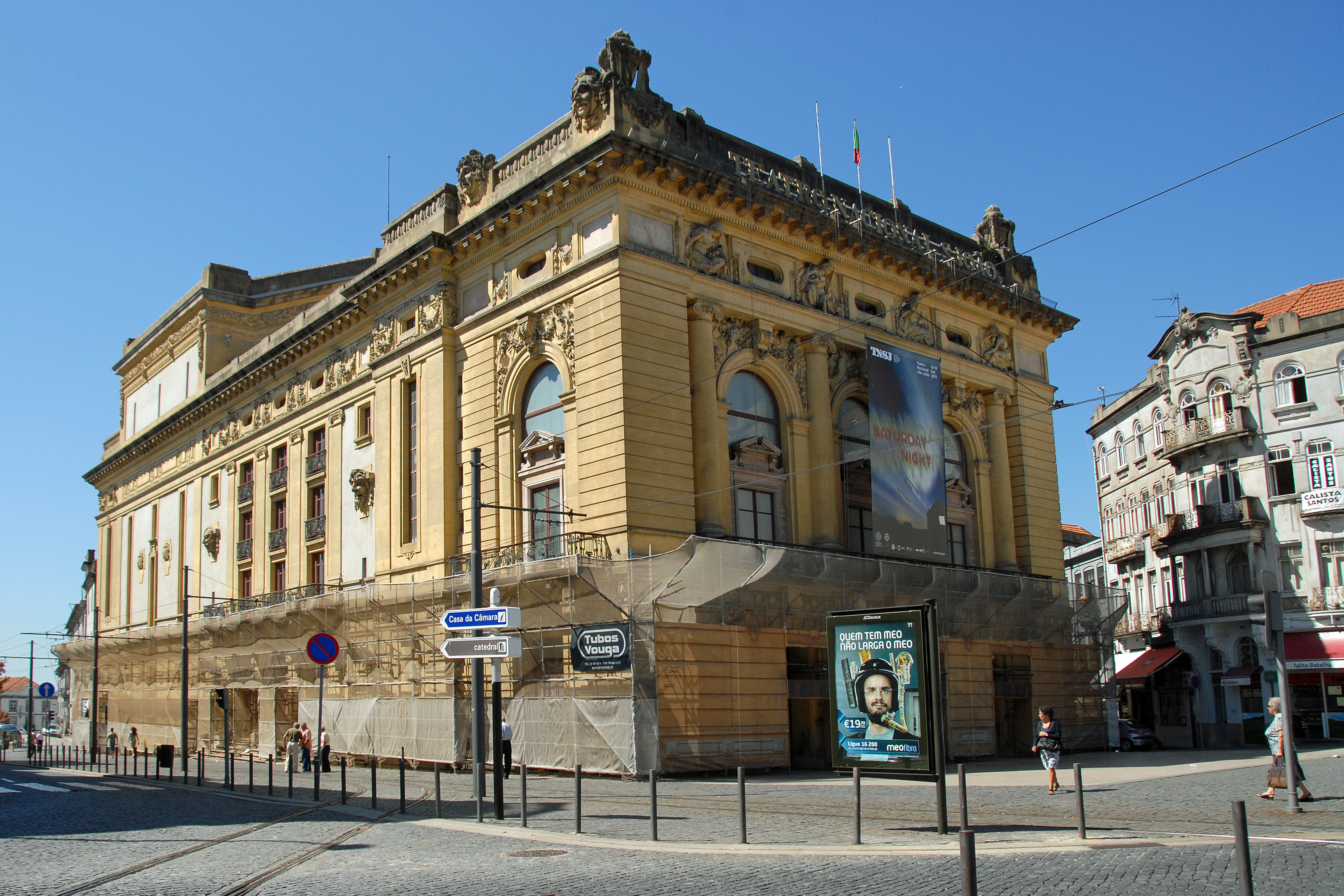
Das Opernhaus und Theater Teatro Nacional São João

Der kulturelle Reichtum von Porto zeigt sich nicht zuletzt in den vielen Museen, Konzerthäusern, Theatern, Kinos, Kunstgalerien, Bibliotheken und Buchgeschäften. Die wohl bekanntesten Museen von Porto sind das Nationalmuseum Museu Nacional de Soares dos Reis im Palácio dos Carrancas aus dem 18. Jahrhundert, das sich der portugiesischen Kunst vom 16. zum 20. Jahrhundert gewidmet und das Museu de Arte Contemporânea da Fundação Serralves (Museum für Moderne Kunst der Stiftung Serralves) in einem von Portugals Star-Architekten Álvaro Siza Vieira entworfenen Museumsgebäude.
Die Stadt beherbergt die verschiedensten Theater, darunter das 1794 errichtete Teatro Nacional São João, die alte Oper der Stadt. Ebenso finden sich elegante Konzerthäuser wie den Coliseu do Porto, der vom portugiesischen Architekten Cassiano Branco entworfen wurde. Seit 2005 gibt es ein neues, bedeutendes Konzerthaus im Stadtteil Boavista, die Casa da Música, entworfen von den niederländischen Architekten Rem Koolhaas und Ellen van Loon. Es fällt durch seine ungewöhnliche Architektur sofort ins Auge. Neben dem Großen Saal, der 1.200 Zuhörern Platz bietet, beherbergt dieses Gebäude noch einen weiteren kleinen Saal für 350 Zuhörer. Der Jardim do Passeio Alegre ist seit seiner Eröffnung im Jahre 1888 einer der beliebtesten Parks der Stadt.
- Museu do Carro Eléctrico (Straßenbahnmuseum)
- Museu do Vinho do Porto (Portweinmuseum)
- Museu dos Transportes e Comunicações (Verkehrs- und Kommunikationsmuseum) in der Alfândega Nova
- Museu Nacional da Imprensa, Jornais e Artes Gráficas (Pressemuseum)
- Museu Militar do Porto (Militärmuseum)
- Museu do Holocausto do Porto

### Essen und Trinken
Portos bekanntester Exportartikel ist der Portwein. Die Weinberge, auf denen die Trauben für diesen speziellen Süßwein angebaut werden, erstrecken sich entlang des Rio Douro. Seit 1756 dürfen nur Trauben aus einem per Gesetz genau definierten Gebiet zur Herstellung des Portweins verwendet werden. Die Região Demarcada do Douro (DOC) ist in drei Subregionen, Baixo Corgo, Cima Corgo und Douro Superior, unterteilt.
Das typische Gericht der Stadt sind die „Tripas à Moda do Porto“, Innereien oder Kutteln nach Porto-Art, ein Eintopf mit weißen Bohnen. Der berühmte Caldo verde, eine Suppe mit in feine Streifen geschnittenen Kohlblättern und „Bacalhau à Gomes de Sá“ sind zwei Gerichte, die für Portugal typisch sind und die Portuenser gerne servieren.
Des Weiteren ist Porto für seine Francesinha in ganz Portugal bekannt. Hierbei handelt es sich um eine Art Sandwich mit viel Fleisch und würzigen Zutaten. Die Zubereitung geht auf Napoleons Zeiten zurück, als Porto belagert und eine schnelle Mahlzeit zur Versorgung der Soldaten gebraucht wurde.

### Film
Auch wenn die wichtigsten Institutionen des Portugiesischen Films ihren Sitz in der Hauptstadt Lissabon haben und die meisten Filmproduktionen dort entstehen, so hat Porto doch auch stets einen bedeutenden Beitrag zum Filmgeschehen des Landes geleistet.
Etwa stammte Portugals Kinopionier Aurélio Paz dos Reis aus Porto. Auch der bedeutendste Regisseur des Landes, Manoel de Oliveira stammte aus der Stadt. Er drehte hier einige seiner Werke und galt als der letzte große Autorenfilmer des europäischen Films. Er war der älteste aktive Regisseur der Welt und der einzige, der von Stummfilm bis digital durch alle Phasen Filme gearbeitet hat. Auch andere Regisseure stammen aus Porto, neben so bedeutenden Namen wie Paulo Rocha, João Canijo oder Alfredo Tropa sind Namen wie Mário Gajo de Carvalho, Tiago Guedes, Luís Ismael oder Joaquim Pinto zu nennen.

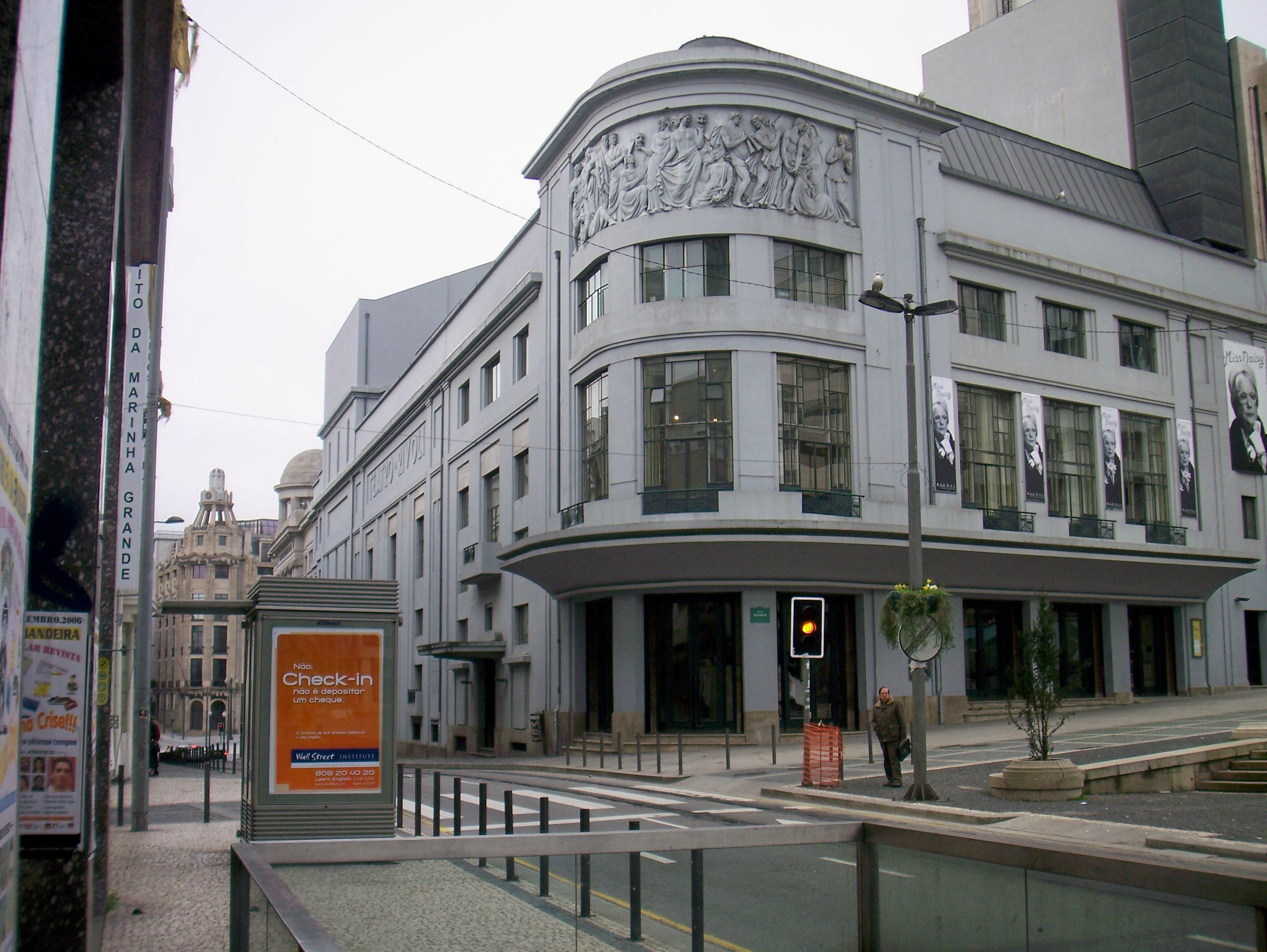
Das Teatro Rivoli, eines der erhalten gebliebenen alten Kinos der Stadt. Das Fantasporto-Filmfestival findet hier statt.

Einige der portugiesischen Filmfestivals finden in Porto statt, darunter das internationale Fantasyfilmfestival Fantasporto, das Kurzfilmfestival Corta! – Porto International Short Film Festival und das Schwarzweißfilmfestival Festival Audiovisual Black&White.
Auch eine Vielzahl nationaler und internationaler Filmproduktionen sind in Porto entstanden. Zudem ist Porto gelegentlich auch Drehort für Filme, ohne dass die Stadt genannt wird. Dabei nutzen die Filmschaffenden die historische Bausubstanz, die sich in Porto vom Fluss nach oben nach Epoche aufbaut und jeweils fast geschlossen erhalten geblieben ist, als Filmkulisse.
In der Stadt sind einige alte Kinos erhalten geblieben, auch wenn die meisten Besucher heute in den zahlreichen Multiplex-Kinos in den Einkaufszentren zu finden sind. Andere alte Kinos sind zwar geschlossen, jedoch sind ihre Gebäude noch erhalten, etwa das Cinema Batalha am gleichnamigen Platz (2022 als Filmkunstzentrum Centro de Cinema wieder eröffnet), das Cinema Júlio Dinis, das Cinema Olímpia oder auch das Jugendstil&Art Deco-Haus Cine Águia de Ouro (heute Moov Hotel), ebenfalls an der Praça da Batalha gelegen.

## Sport

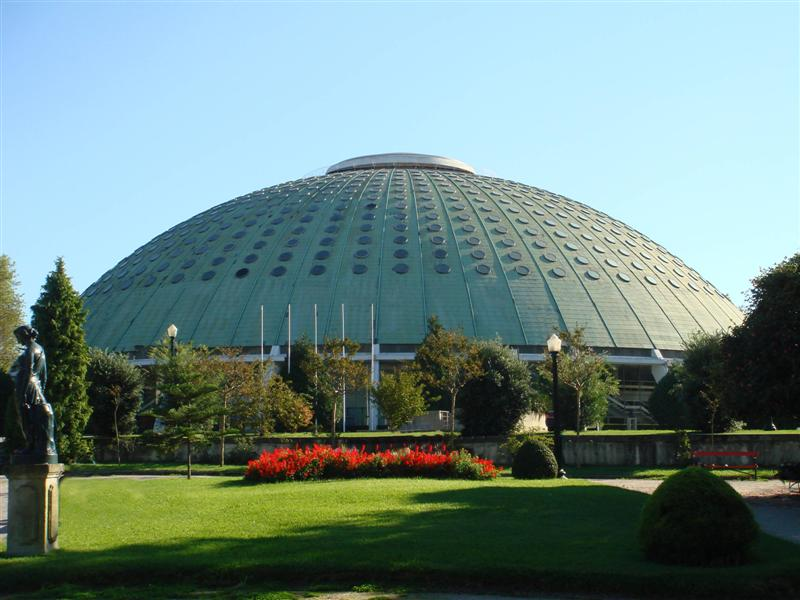
Veranstaltungshalle Pavilhão Rosa Mota, umbenannt 1991 zur Ehre der Marathonläuferin Rosa Mota

Neben den bekannten Fußballvereinen aus der höchsten portugiesischen Liga FC Porto und Boavista Porto, kommt auch der SC Salgueiros aus Porto. Das Estádio do Dragão (erbaut 2003), in dem mehrere Spiele der Fußball-Europameisterschaft 2004 stattfanden, ist das Heimstadion des Fußballclubs FC Porto. Das Fußballstadion Bessa Século XXI, in dem ebenfalls mehrere Spiele der Fußball-Europameisterschaft 2004 stattfanden, ist jenes des Fußballclubs Boavista Porto.
2007 wurde ein Lauf zur Tourenwagen-Weltmeisterschaft WTCC in der Stadt ausgetragen, auf dem Circuito da Boavista am Atlantik. Mit dem Großen Preis von Portugal 1960 fand hier letztmals ein Formel-1-Rennen statt.
Seit 2004 findet im Herbst der Porto-Marathon statt. Er startet vom Pavilhão Rosa Mota im Garten des Kristallpalastes (Jardins do Palácio de Cristal): Die Veranstaltungshalle wurde 1952 an der Stelle des ehemaligen Kristallpalastes erbaut. Sie umfasst 10.000 Sitzplätze und wird vor allem für Basketballspiele und als Konzerthalle genutzt.
In Porto finden häufig Billard-Großveranstaltungen statt, so die Dreiband-Weltmeisterschaft 2012, die Dreiband-Europameisterschaft 2011, oder auch das zweite Dreiband-Weltcupturnier 2015.
Die Stadt beherbergt einige Sportverbände des Landes, so den portugiesischen Volleyballverband und den portugiesischen Hockeyverband.

## Wirtschaft und Infrastruktur
Porto ist der wichtigste Wirtschafts- und Industriestandort des Landes und neben dem am gegenüberliegenden Ufer gelegenen Vila Nova de Gaia das Zentrum der Portweinproduktion.

### Verkehr

#### Straße

Ponte Dom Luís I

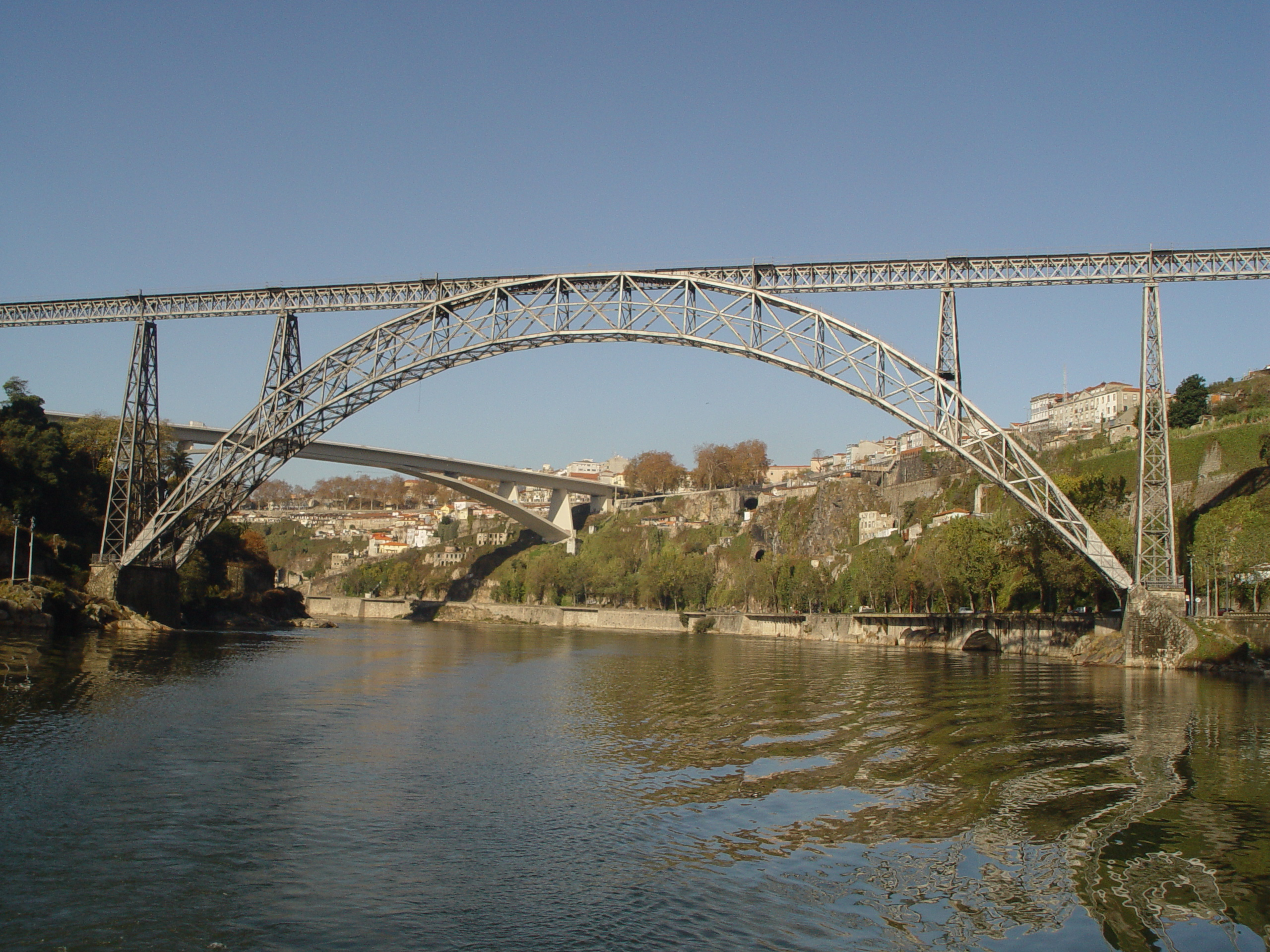
Ponte Maria Pia

Ponte de São João

Porto ist durch mehrere Autobahnen (portugiesisch autoestrada) mit anderen größeren Städten Portugals und einigen Städten Spaniens direkt verbunden. So führen die Autobahnen A29 und A1 Richtung Süden nach Aveiro, letztere bis Lissabon, die A4 nach Osten über Vila Real bis zur spanischen Grenze, die A3 über Braga nach Galicien und die A28 Richtung Norden bis Viana do Castelo. Daneben durchziehen eine Reihe weiterer autobahnähnlicher Schnellstraßen von einem die Stadt umschließenden Schnellstraßenring ausgehend das Umland.
Mit Vila Nova de Gaia, der Stadt am Südufer des Douro, ist Porto über sechs Brücken verbunden. Historisch und touristisch am bedeutsamsten ist die von Théophile Seyrig entworfene Bogenbrücke Ponte Dom Luís I im historischen Zentrum, die heute auf zwei Ebenen eine Metrolinie und Fußgängerverkehr sowie eine Straße mit Fußgängerverkehr führt, und die Eisenbahnbrücke Ponte Maria Pia, die von Seyrig gemeinsam mit seinem Lehrer Gustave Eiffel entworfen wurde. Außerdem queren zwei Autobahnbrücken, eine Straßenbrücke und eine weitere Eisenbahnbrücke den Douro.

#### Schiene

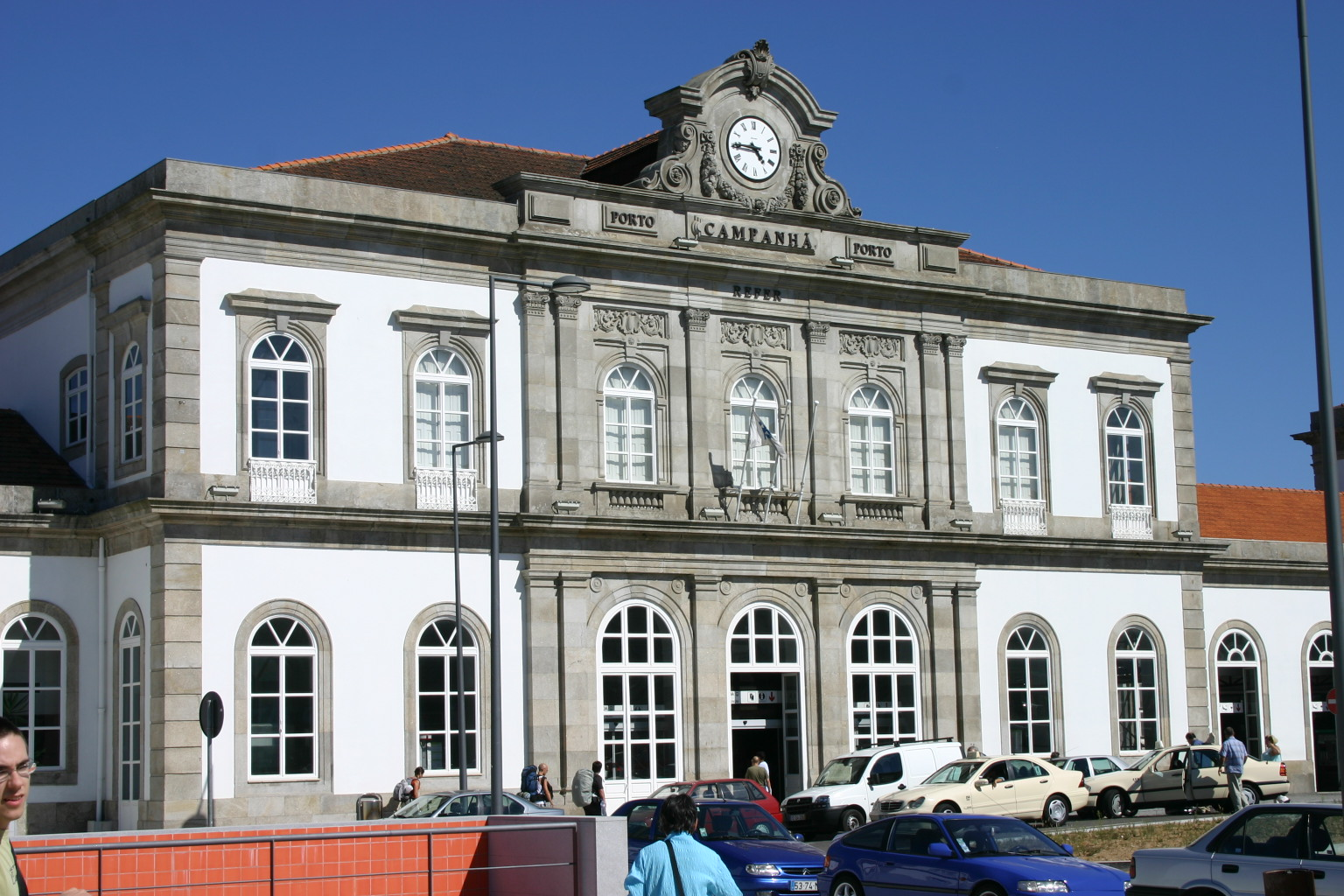
Bahnhof Porto Campanhã

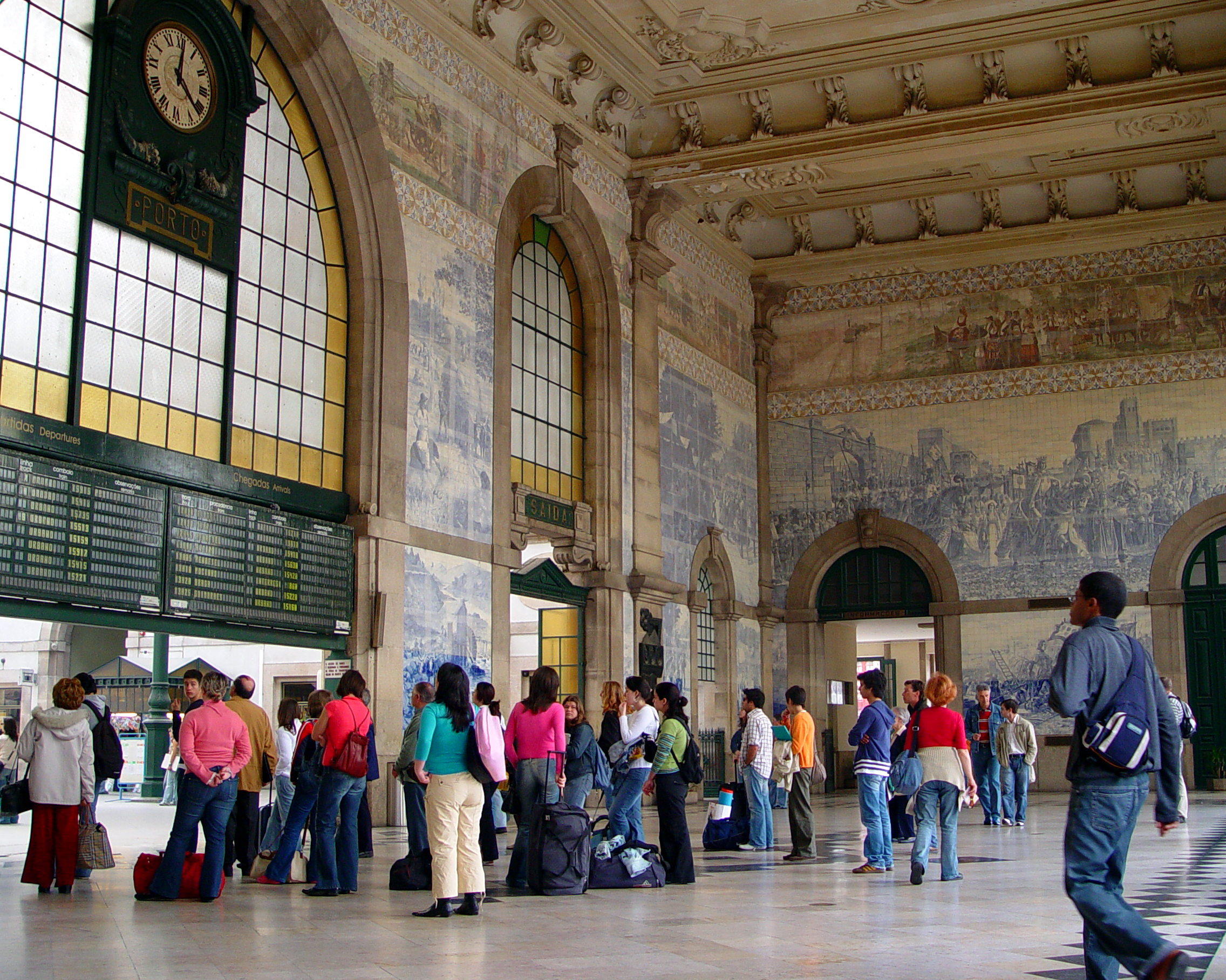
Die mit Azulejos ausgestattete Vorhalle des Bahnhofs São Bento

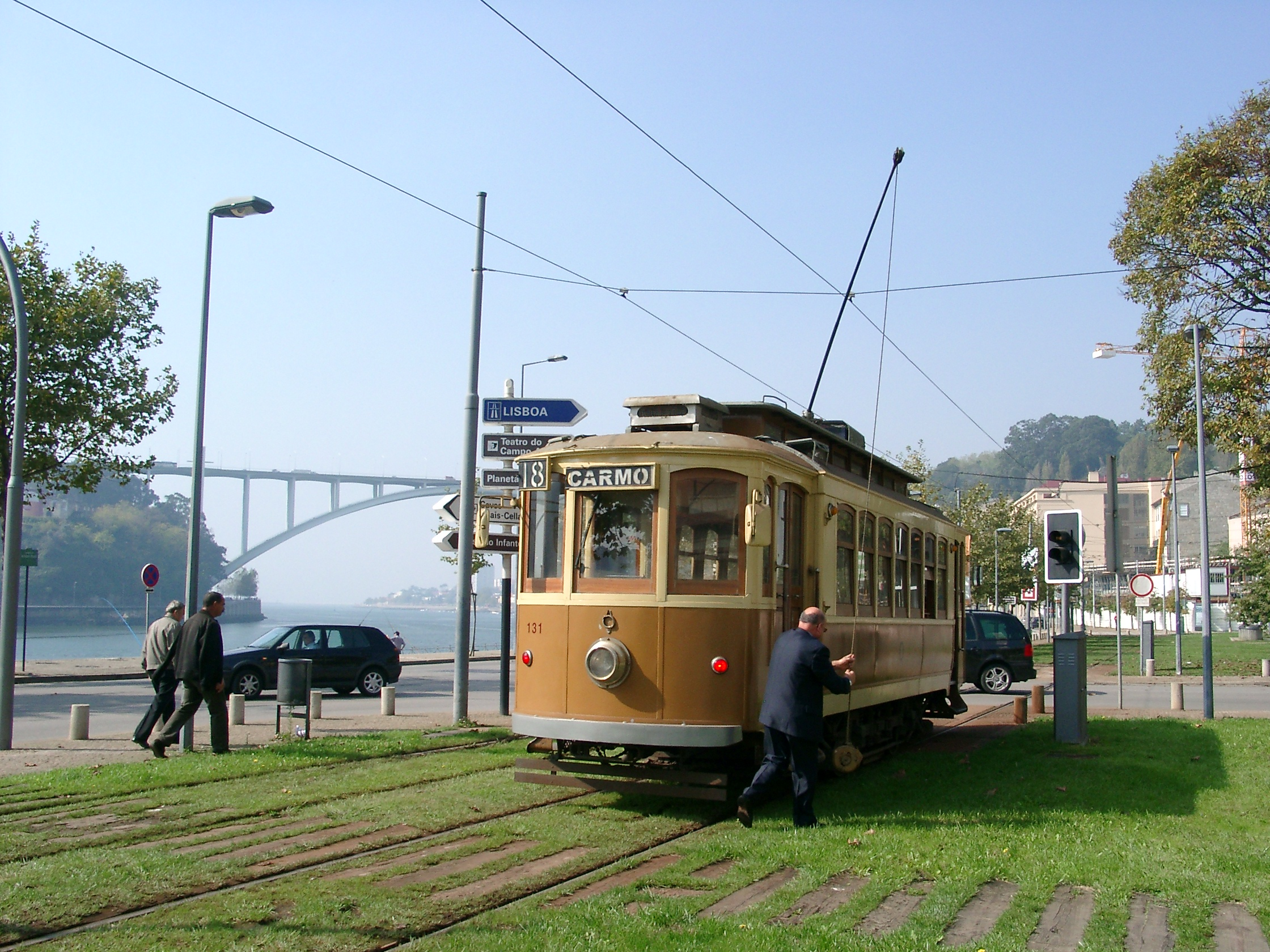
Die Linie 18 beim Wenden

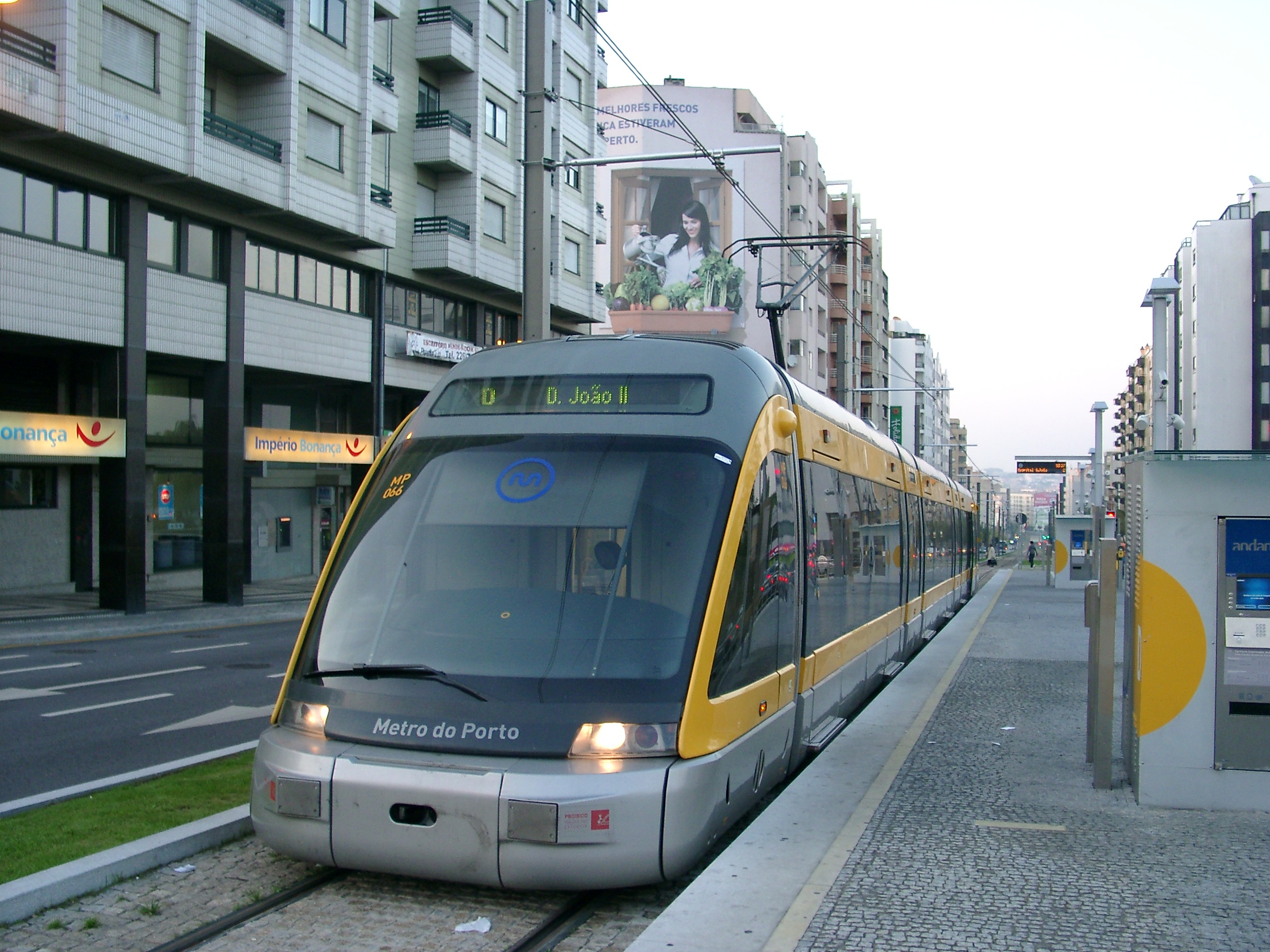
Die Metro von Porto

Porto verfügt über die zwei großen Bahnhöfe Campanhã und São Bento. Der Bahnhof São Bento (Estação de São Bento) wurde 1906 fertiggestellt und liegt unterhalb der Kathedrale (Sé). Die Vorhalle wurde 1930 mit außergewöhnlichen Azulejo-Bildern gestaltet, die historische Szenen wie die Eroberung Ceutas, aber auch das Alltagsleben auf dem Land oder die Geschichte des Transportwesens darstellen. Der außerhalb der Innenstadt liegende Bahnhof Campanhã ist an eine der beiden Hochgeschwindigkeitstrassen Portugals, die mit dem Alfa Pendular befahren werden, angeschlossen. So sind auf der Strecke mit einer Höchstgeschwindigkeit von 200 km/h die südlich von Porto liegenden Städte Lissabon, Entroncamento, Coimbra, Aveiro, Vila Nova de Gaia sowie Braga in Nordportugal direkt erreichbar. Der Bahnhof bildet einen der Endpunkte der Linha do Norte, der wichtigsten Bahnstrecken Portugals. Vom Bahnhof Campanhã gehen außerdem Intercidades-Linien Richtung Norden und Süden aus. Eine Reihe weiterer Regionalverbindungen führen nach Nordostportugal. Vier Vorortbahnlinien (pt. Comboios Suburbanos) mit dem gemeinsamen Endpunkt São Bento führen via Campanhã nach Braga, Guimarães, Caíde und Aveiro.

#### Öffentlicher Verkehr

##### Busnetz Nahverkehr
Die öffentlichen Verkehrsbetriebe Portos STCP betreiben ein großes Busnetz, das auch die Vorstädte mit Porto verbindet. Darüber hinaus verkehren noch drei Straßenbahnlinien (Linien 1, 18 und 22), die allerdings eher für den Touristenverkehr bedient werden. Ihre Wagen sind noch „uriger“ als die alten Triebwagen der Straßenbahn Lissabons und stammen aus den 1940er Jahren. Sie wurde in Folge 1054 der SWR-Serie ‘‘Eisenbahn-Romantik’‘ porträtiert. Insbesondere die Fahrt den Douro entlang mit der Linie 1 (‘‘Infante’‘) von Rua do Infante D. Henrique nach Jardim do Passeio Alegre ist für Porto-Besucher empfehlenswert. Ihre Geschwindigkeit ist auf ebener Strecke vergleichsweise gering. In der Zeit der Umstellung großer Teile des Netzes von Straßenbahn auf Bus um 1980 zeigte sich jedoch, dass auf starken Steigungen die alten Trams den neuen Bussen überlegen waren.

##### Metronetz
Die Metro do Porto betrieben von der Metro do Porto S. A. ist ein Stadtbahnsystem mit unterirdischen Streckenabschnitten und umfasst sechs Linien mit 80 Haltestellen (2011). Die Züge der Linien A, B, C, E und F befahren eine gemeinsame Strecke von der Station Senhora da Hora im Nordwesten bis Estádio do Dragão im Osten der Stadtregion. Hinter Senhora da Hora führen die Linien weiter über vier verschiedene Streckenäste. Die Linie D befährt eine Nord-Süd-Trasse, unter anderem auch die Dom-Luís-Brücke. Umsteigepunkte zum Eisenbahnnetz bestehen an den Stationen São Bento, Campanhã und General Torres. Das Liniennetz wird in Zukunft weiter ausgebaut. Linie F
verbindet die im Osten / Nordosten gelegenen Gemeinden u. a. Fânzeres mit Porto.

##### Busnetz Regionalverkehr
Des Weiteren gibt es eine Reihe weiterer Busterminals für Überlandbusse, die den Endpunkt zahlreicher Buslinien verschiedener Gesellschaften darstellen. Die bekannte Busgesellschaft Rede Expressos verfügt über drei Busterminals an der Rua Alexandre Herculano für Linien aus Regionen südlich des Douro, an der Praça Filipa de Lencastre für Linien aus nördlichen Städten sowie Campo 24 de Agosto für Linien aus unterschiedlichen Gebieten. Alle diese Busbahnhöfe liegen recht zentrumsnah.

#### Flugverkehr

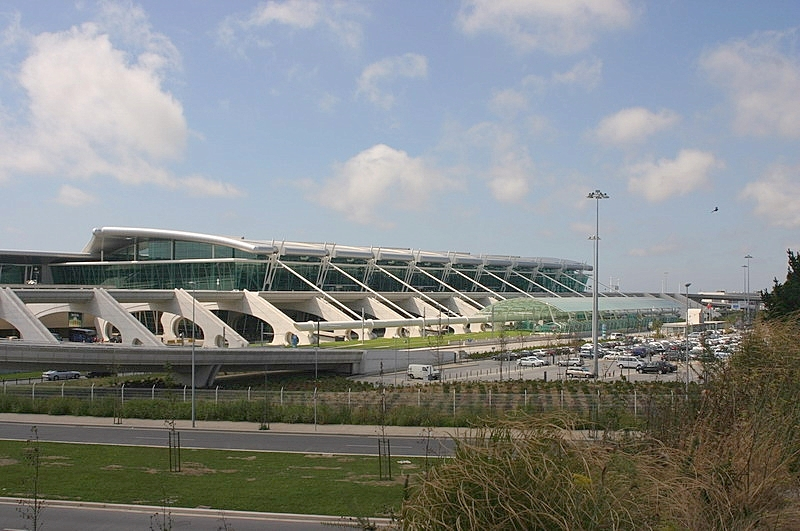
Flughafen Porto Francisco Sá Carneiro

Der internationale Verkehrsflughafen Aeroporto Francisco Sá Carneiro (IATA-Code: OPO) liegt ca. zehn Kilometer nordwestlich des Zentrums von Porto im Gebiet der Gemeinde Maia. Er bedient hauptsächlich innereuropäische aber teils auch transatlantische Direktflüge. 2024 wurden knapp 16 Millionen Passagiere abgefertigt.

#### Seeverkehr
Nahe der Stadt liegt der Überseehafen Porto de Leixões, der zum Aufstieg Portos zur Handelsmetropole beitrug.

## Bildung

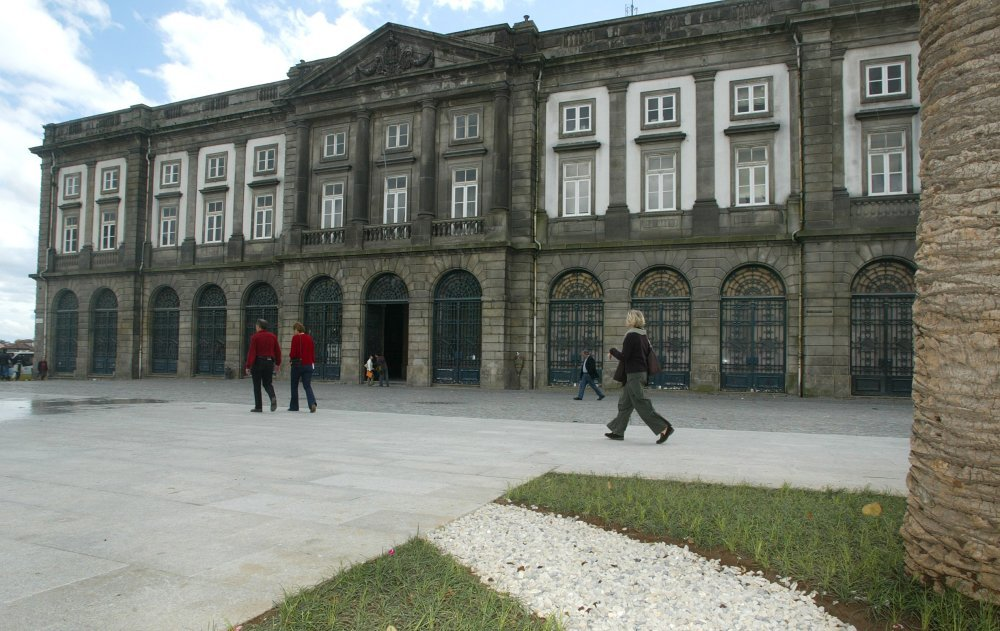
Rektorat der Universität Porto

Die älteste Hochschule in Porto ist die 1911 gegründete, staatliche Universität Porto. Sie umfasst 14 Fakultäten und zählt etwa 28.000 Studierende. Außerdem haben die Universität Portucalense und die Universität Fernando Pessoa ebenso wie das Polytechnische Institut Porto ihren Hauptsitz in der Stadt. Die Universität Lusíada sowie die Katholische Universität Portugal unterhalten größere Niederlassungen in Porto. Des Weiteren ist in Porto die Kunsthochschule ESAP – Escola Superior Artística do Porto. Die Biblioteca Municipal Almeida Garrett wurde 2000 gegründet.

## Partnerschaften
Porto unterhält folgende internationale Städtepartnerschaften:
| - Lüttich, Belgien, seit 1977 - Bordeaux, Frankreich, seit 1978 - Bristol, Vereinigtes Königreich, seit 1984 - Vigo, Spanien, seit 1986 - Nagasaki, Japan, seit 1978 - Jena, Deutschland, seit 1984 - Macau, Volksrepublik China, seit 1997 - Duruelo de la Sierra, Spanien, seit 1989 - Recife, Brasilien, seit 1981 - Mindelo, Kap Verde, seit 1992 | - Shanghai, Volksrepublik China, seit 1995 - Beira, Mosambik, seit 1989 - Luanda, Angola, seit 1989 - Neves, São Tomé und Príncipe, seit 1987 - León, Spanien, seit 2001 - Ndola, Sambia, seit 1978 - Canchungo, Guinea-Bissau, seit 2001 - Brünn, Tschechien, seit 2004 - Klaipėda, Litauen, seit 2007 - Santos, Brasilien, seit 2015 |

## Município Porto
Porto ist Sitz des gleichnamigen Município (Kreis) mit einer Fläche von 41,66 km², der dem Stadtgebiet entspricht und in die folgenden sieben Gemeinden (Freguesias) eingeteilt ist:
| Gemeinde                                                        | Einwohner (2021) | Fläche km² | Dichte Einw./km² | LAU- Code |
| --------------------------------------------------------------- | ---------------- | ---------- | ---------------- | --------- |
| Aldoar, Foz do Douro e Nevogilde                                | 29.085           | 6,27       | 4.640            | 131216    |
| Bonfim                                                          | 22.978           | 3,10       | 7.421            | 131202    |
| Campanhã                                                        | 29.666           | 8,04       | 3.689            | 131203    |
| Cedofeita, Santo Ildefonso, Sé, Miragaia, São Nicolau e Vitória | 37.430           | 5,43       | 6.889            | 131217    |
| Lordelo do Ouro e Massarelos                                    | 27.911           | 5,59       | 4.996            | 131218    |
| Paranhos                                                        | 45.883           | 7,17       | 6.401            | 131210    |
| Ramalde                                                         | 38.847           | 5,83       | 6.669            | 131211    |
| Kreis Porto                                                     | 231.800          | 41,43      | 5.595            | 1312      |

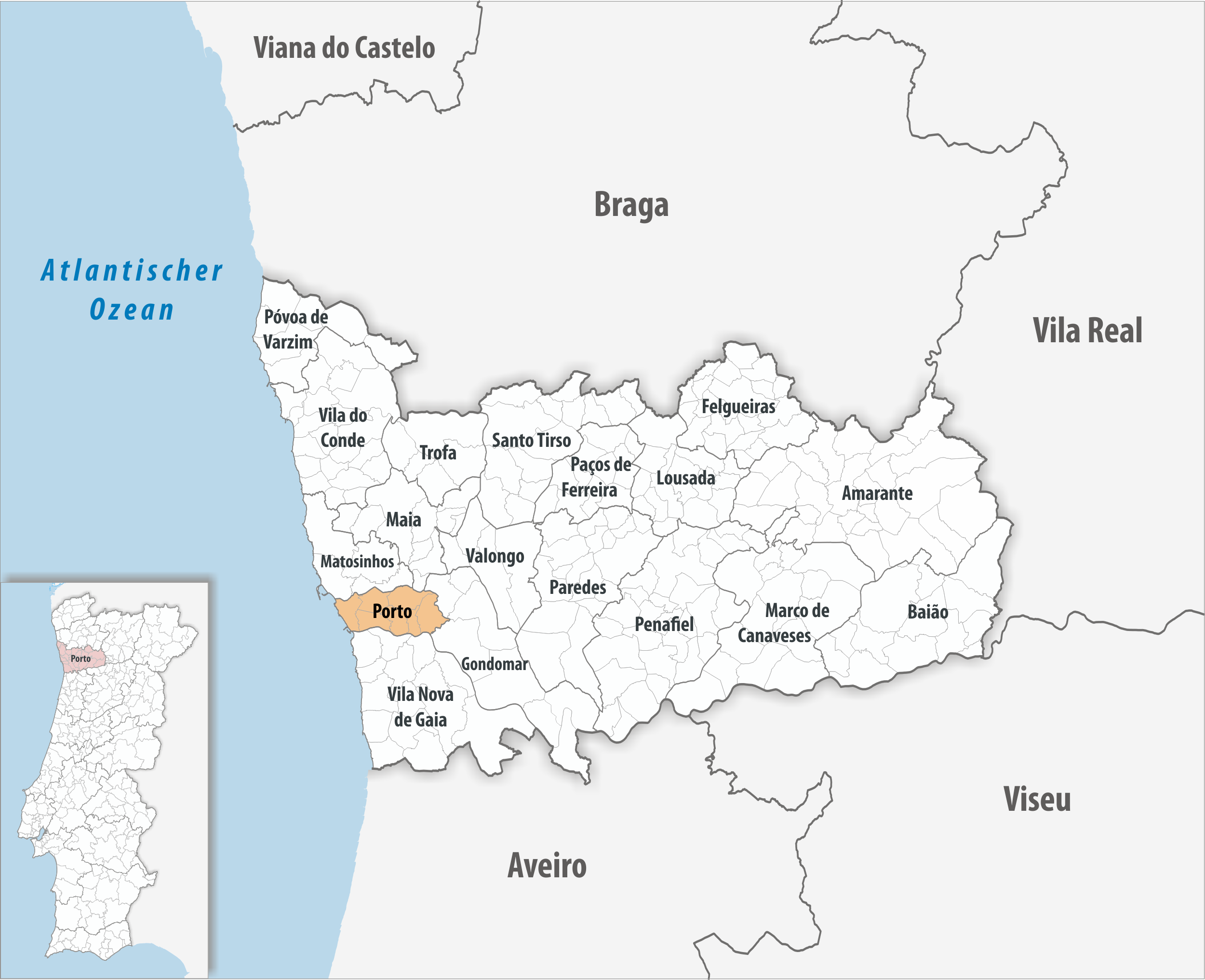
Distrikt Porto

Die benachbarten Kreise von Porto sind Matosinhos, Maia, Gondomar, Vila Nova de Gaia.